# Ming-dynastie
De Ming-dynastie (1368-1644) regeerde  bijna drie eeuwen over China. Het Mingtijdperk wordt beschouwd als "een van de grootste periodes van ordelijke regering en sociale stabiliteit in de menselijke geschiedenis". Deze stabiliteit werd gerealiseerd door een sterk autocratisch bewind, ondersteund door een efficiënte bureaucratie van in de confuciaanse klassieken geschoolde ambtenaren (literaat-bestuurders). De Chinese bevolking verdrievoudigde in de Mingperiode, van circa 60 miljoen tot 150-200 miljoen mensen en het rijk kende een grote commerciële en culturele bloei.
De eerste keizer van de dynastie was Zhu Yuanzhang, een meedogenloze rebellenleider in de chaotische nadagen van de Mongoolse Yuan-dynastie. Zhu versloeg al zijn rivalen in de strijd om de macht en stichtte in 1368 de nieuwe dynastie onder de naam Ming. Zhu Yuanzhang regeerde als de Hongwu-keizer dertig jaar op despotische wijze het rijk en drukte een blijvend stempel op de regering en het land.
Het ideaal van Hongwu was een land van zelfvoorzienende landbouwgemeenschappen die met (militaire) corveediensten en belastingen in natura het regime in stand moesten houden. De boerenzoon stond wantrouwend tegenover de handel, die hij aan banden legde maar ook nauwelijks belastte. Ten tijde van de commerciële expansie in de zestiende eeuw liep het Mingregime hierdoor belangrijke inkomstenbronnen mis. Hongwu vertrouwde ook de geletterde elite (literaten) niet, maar herstelde wel het examenstelsel in ere als belangrijkste route naar een ambtelijke loopbaan.
Als inheems heersershuis dat de gehate buitenlandse overheersers had verdreven was de Ming in zichzelf gekeerd en geneigd tot een defensieve en isolationistische houding ten opzichte van de buitenwereld. De zeven spectaculaire vlootexpedities van admiraal Zheng He naar de Indische Oceaan vormden een uitzondering op deze regel. Buitenlandse contacten en handel werden zoveel mogelijk gereguleerd via het tribuutsysteem. De dreiging van de Mongoolse stepperuiters bleef echter aanwezig en dwong de Ming tot het onderhouden van een groot staand leger en het versterken van de duizenden kilometers lange Grote Muur in het noorden. De kuststreken werden op hun beurt bedreigd door wakō-piraten en het verschijnen van de eerste Europeanen, Portugezen, Spanjaarden en na 1600 Nederlanders.
De zestiende eeuw was in veel opzichten de bloeiperiode van het rijk. In cultureel opzicht leidde de toenemende urbanisatie en de expansie van de boekdrukkunst tot een grotere diversiteit en verfijning. Een vrijdenkende literaat als Wang Yangming is een sprekend voorbeeld van deze ontwikkeling. De contacten met de Europeanen stimuleerden de commercialisering en ambachtelijke productie van China, vooral in de delta van de Yangzi Rivier. Via de zogenaamde Columbiaanse uitwisseling kwam het land in aanraking met nieuwe landbouwgewassen uit Amerika, zoals maïs en aardappelen, waardoor de bevolking verder kon groeien. Chinese producten als zijde en het veelgeroemde Mingporselein waren zeer gewild bij de Europeanen. Via allerlei officiële en clandestiene kanalen stroomde Amerikaans en Japans zilver het land binnen. Ongemunt zilver verving het door hyperinflatie waardeloos geworden papiergeld als het belangrijkste ruilmiddel. De belastingen in natura werden meer en meer omgezet in betalingen in zilver, een ontwikkeling die via de Eén Zweep Hervormingen (yitiao bianfa) landelijk werd doorgevoerd.
Het begin van de zeventiende eeuw was daarentegen een tijd van rampspoed voor het rijk. Onder invloed van de klimaatverslechtering tijdens de Kleine IJstijd volgde de ene misoogst op de andere, met als resultaat hongersnood en rebellie. Onderbrekingen in de aanvoer van zilver leidden tegelijkertijd tot een fiscale crisis. Het regime slaagde er niet langer in het land onder controle te houden en in 1644 nam de opstandeling Li Zicheng de hoofdstad Beijing in. De laatste Mingkeizer hing zichzelf op in de Verboden Stad. Li Zicheng werd kort daarna verdreven door de Mantsjoes van de Qing-dynastie, die van de verwarring gebruik maakten om de Grote Muur te passeren. Loyalisten van de Ming bleven zich nog tot 1662 verzetten tegen de nieuwe heersers (zie Zuidelijke Ming).

## Zhu Yuanzhang en de vestiging van de Ming-dynastie

### Val van de Yuan

Hongwu

De Mongoolse khan Koeblai had heel China veroverd en in 1271 de Yuan-dynastie uitgeroepen. De dynastie zou nog geen eeuw standhouden. Ondanks de pogingen van Koeblai Khan om zich behalve als khan ook als een Zoon van de Hemel te presenteren, wist de Yuan-dynastie de Chinezen niet aan zich te binden. De verwoestingen van de Mongoolse veroveringstochten hadden tot een grote daling van de Chinese bevolking geleid. Eind dertiende eeuw telde China nog slechts 60 miljoen inwoners, een halvering vergeleken met een eeuw eerder. In de loop van de veertiende eeuw werd het land verder getroffen door natuurrampen als droogteperiodes, desastreuze overstromingen, sprinkhanenplagen en epidemieën (wellicht de Zwarte Dood). Na 1351 begon het Yuan-bewind in China te desintegreren. Grote delen van China kwamen in handen van verschillende opstandige groepen die meer bezig waren met elkaar te bestrijden dan de Yuan. Een van de gevaarlijkste opstanden was die van de Rode Hoofdbanden, een messiaanse boeddhistische beweging die geloofde in de aanstaande komst van de verlosser Maitreya.
Zhu Yuanzhang (1328-1398) kwam uiteindelijk als overwinnaar uit de machtsstrijd naar voren. Hij was van zeer arme boerenafkomst: zijn ouders hadden verschillende kinderen moeten afstaan omdat ze hen niet langer konden voeden. Toen Zhu zestien jaar oud was kwamen zijn ouders om het leven in de nasleep van een overstroming van de Gele Rivier. De rondzwervende wees werd opgenomen in een boeddhistisch klooster, totdat dat werd platgebrand door Yuan-troepen.
In 1352 sloot Zhu Yuanzhang zich aan bij een van de milities van de Rode Hoofdbanden in Anhui. Hij toonde zijn kwaliteiten als een sluwe en wilskrachtige commandant en wist binnen enkele jaren op te klimmen tot de leider van de opstandelingen. In 1355 stak Zhu met een sterk en gedisciplineerd leger de Yangzi over en veroverde hij de belangrijke stad Nanjing, zijn latere keizerlijke hoofdstad. Vanuit deze basis breidde hij in de jaren daarna zijn macht in het zuidoosten uit. Door het elimineren van verschillende rivalen groeide Zhu uit tot de belangrijkste speler in de strijd van allen tegen allen. Formeel steunde Zhu nog lang de aanspraken op de troon van de leider van de Rode Hoofdbanden. In 1367 stierf deze echter onder verdachte omstandigheden als de gast van Zhu Yuanzhang. Een jaar later rukte Zhu op naar de hoofdstad Dadu (Beijing). De Yuan-keizer vluchtte met zijn hofhouding en overgebleven troepen naar Mongolië. Als de Noordelijke Yuan-dynastie bleven de Mongolen aanspraak maken op de keizerlijke troon. Zhu Yuanzhang verwoestte de Yuan-paleizen en riep zichzelf uit tot de eerste keizer van de Ming ('Helderheid'), onder de periodenaam Hongwu ('Grote Krijgshaftigheid').

### Regering van Hongwu
Tijdens zijn dertigjarige bewind groeide de Hongwu-keizer uit tot een van de machtigste heersers uit de wereldgeschiedenis. Zijn gemis aan formele scholing wist hij te compenseren door zijn aangeboren intelligentie en zijn vermogen te leren van zijn adviseurs. Overtuigd van zijn missie om orde op zaken te stellen in het rijk was hij vastbesloten zijn stempel te drukken op alle aspecten van het landsbestuur. Voor zijn opvolgers liet Hongwu gedetailleerde aanwijzingen na hoe het land te regeren, de Huang Ming Zu Xun ('Instructies van de voorouder van de verheven Ming'). Hongwu's achterdochtigheid grensde ondertussen aan paranoia en leidde tot meerdere grootschalige zuiveringen.
Hongwu's autocratische of zelfs despotische stijl van regeren eiste strikte gehoorzaamheid van ondergeschikten aan hun meerderen, onder dreiging van strenge lijfstraffen. Voor aloude confuciaanse principes als wederkerigheid en verplichting als basis voor de verhoudingen tussen heerser en onderdaan was geen ruimte. Hongwu herstelde het examenstelsel in 1371 als selectiesysteem voor de bureaucratie, maar schortte de examens vervolgens tien jaar op omdat hij niet tevreden was over de geslaagde kandidaten. In 1380 liet Hongwu zijn kanselier (ook wel eerste minister genoemd) Hu Weiyong executeren op verdenking van een complot. De daarop volgende zuiveringen binnen de ambtenarij kosten 30.000 mensen het leven. De functie van kanselier werd daarna afgeschaft: gedurende de duur van de dynastie was het alleen de keizer die de civiele bureaucratie aanstuurde.
Hongwu stelde tegelijkertijd ook strikte regels op over de erfopvolging van de heersers binnen zijn dynastie: deze diende volgens het principe van primogenituur te geschieden. Het gevolg was dat onder zijn vijftien opvolgers tal van minderjarigen en ongeschikte heersers voorkwamen, die de rol van autocraat niet konden of wilden invullen en leunden op de eunuchen van de keizerlijke hofhouding. Dit leidde regelmatig tot crises en verlamming van het bestuur.
Op economisch gebied streefde Hongwu naar zelfvoorzienende en zelfbesturende landbouwgemeenschappen die het regime ondersteunden met corveediensten en belastingen in natura. Ook het leger diende door het vestigen van militaire landbouwkolonies zoveel mogelijk zelfvoorzienend te zijn. Handel en nijverheid werden eveneens strak gereguleerd. Buitenlandse betrekkingen en handel dienden uitsluitend binnen de kaders van het tribuutsysteem plaats te vinden. In zijn buitenlandse politiek was Hongwu niet expansief: de omringende landen dienden China het verschuldigde respect te tonen door het brengen van tribuut (doorgaans een goed voorwendsel om handel te drijven), maar hoefden niet te vrezen voor militaire avonturen van Chinese zijde.

## Dynastieke verwikkelingen

### Yongle

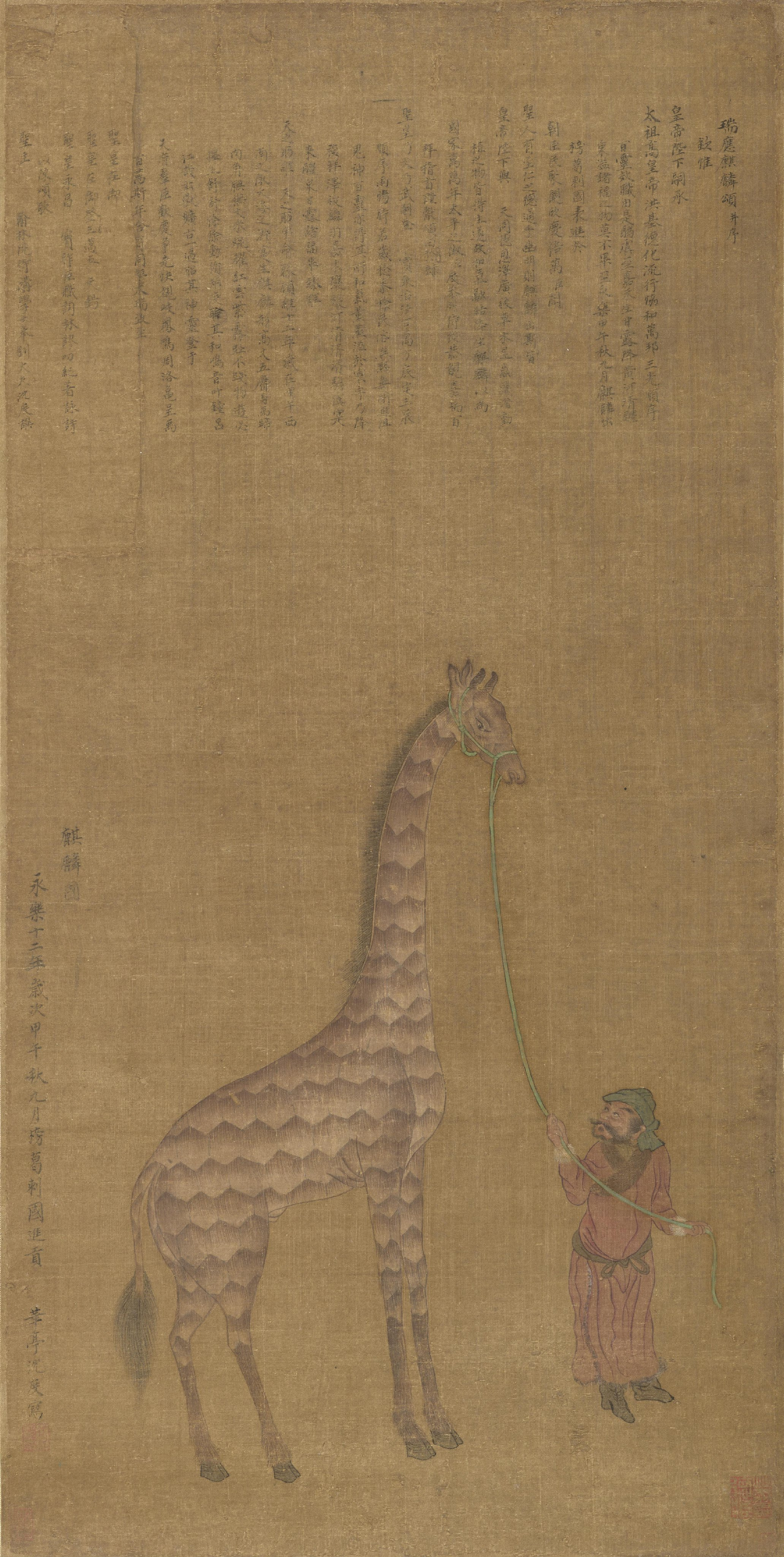
Het aanbieden van een giraffe aan de Yongle-keizer

Volgens de regels van de primogenituur had Hongwu zijn kleinzoon Zhu Yunwen (1377-1402) benoemd tot zijn opvolger, als oudste zoon van zijn eigen - reeds gestorven - oudste zoon. Zhu Yunwen nam in 1398 plaats op de troon onder de periodenaam Jianwen.
Hongwu had met de benoeming van Zhu Yunwen zijn overgebleven zonen gepasseerd. Deze hadden echter wel zelfstandige militaire commando's aan de grenzen van het rijk. De machtigste van hen was Zhu Di (1360-1424) die in Beijing de Mongolen op afstand moest houden. Onder invloed van zijn confuciaanse adviseurs begon Jianwen de prinsen een voor een hun commando's te ontnemen. In 1399 bracht Zhu Di daarop het noorden onder zijn controle en startte een drie jaar durende burgeroorlog. In 1402 trok Zhu Di met zijn leger op naar de hoofdstad Nanjing en nam de stad zonder grote moeite in. De keizerlijke paleizen werden in brand gestoken. Jianwen kwam om in de vlammenzee, hoewel zijn lichaam nooit werd gevonden en geruchten over zijn ontsnapping nog tientallen jaren circuleerden. Vier dagen later riep Zhu Di zichzelf uit tot de nieuwe keizer met als periodenaam Yongle ('Eeuwige Vreugde'). De regeringsperiode van Jianwen werd uit de officiële annalen geschrapt en diens aanhangers werden massaal terechtgesteld in grootscheepse zuiveringen die die onder Hongwu evenaarden. Het prominentste slachtoffer was Jianwens voornaamste adviseur Fang Xiaoru (1357-1402) die veroordeeld werd tot de 'dood door duizend sneden' (lingchi) na zijn weigering Yongle als legitieme heerser te erkennen.
Yongle vestigde zijn regering in de oude Mongoolse hoofdstad Beijing ('Noordelijke Hoofdstad') waar hij een grootschalig nieuw paleizencomplex, de Verboden Stad, liet bouwen. In 1420 werd Beijing officieel in gebruik genomen als de nieuwe hoofdstad van het rijk. Nanjing ('Zuidelijke Hoofdstad') werd de tweede hoofdstad van het land. De nieuwe hoofdstad diende vanuit de productieve Yangzi-delta bevoorraad te worden via het Grote Kanaal dat tussen 1411 en 1415 vrijwel geheel werd gerenoveerd.
Om alle twijfel over zijn legitimiteit weg te nemen zond Yongle tal van diplomatieke missies onder leiding van vertrouwde eunuchen naar omringende landen, die tribuut dienden te komen brengen aan de nieuwe keizer. De bekendste hiervan zijn de vlootexpedities onder leiding van de islamitische admiraal Zheng He (circa 1370-circa 1435). Tussen 1405 en 1422 ondernam Zheng He zes tochten naar de Indische Oceaan met vloten van honderden schepen en tienduizenden bemanningsleden. Hij bereikte daarbij ook de Afrikaanse kust, vanwaar hij een giraffe mee terug bracht. Het exotische dier werd in Beijing door Yongle beschouwd als een qilin, een goedaardig fabeldier dat een teken van voorspoed was.
Yongle probeerde het rijk in alle richtingen verder uit te breiden. Hij leidde persoonlijk vijf veldtochten naar Mongolië. De kostbare projecten van Yongle waren een zware aanslag op de schatkist. Volgens sommige schattingen overtroffen de uitgaven tijdens zijn regering twee tot drie maal de inkomsten uit belastingen. Onder zijn opvolgers Hongxi (1378-1425) en Xuande (1398-1435) werden de buitenlandse avonturen dan ook stopgezet, al mocht Zheng He in 1433 nog een zevende, laatste, vlootexpeditie leiden.

### Tumucrisis

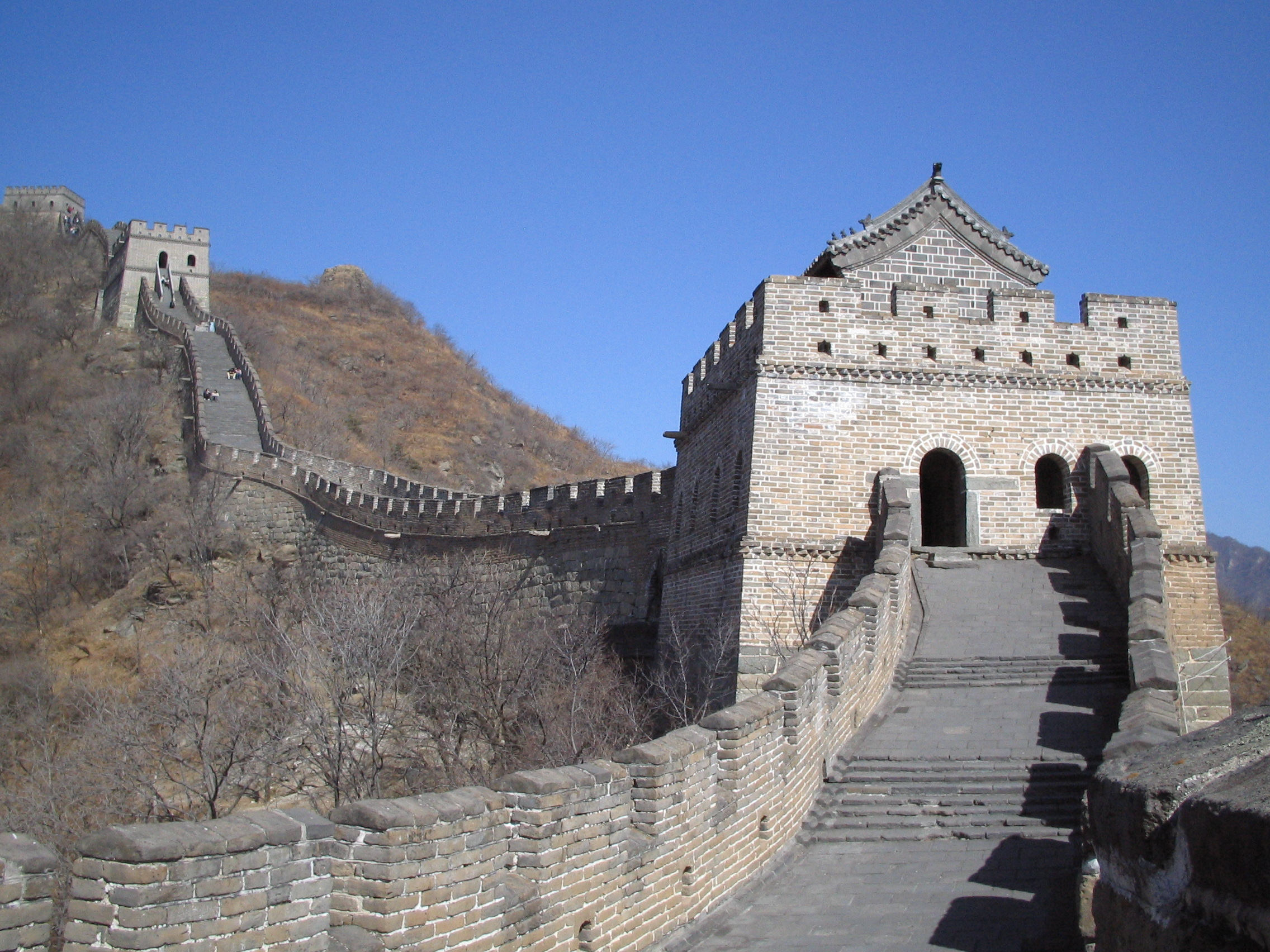
De Grote Muur werd na de Tumucrisis verder versterkt

In 1435 kwam de achtjarige achterkleinzoon van Yongle, Zhengtong (1427-1464), op de troon. Eenmaal meerderjarig besloot Zhengtong in 1449 onder invloed van zijn eunuchen persoonlijk een strafexpeditie te leiden tegen Esen, de leider van de Oirat-Mongolen, die de Grote Muur op drie plaatsen had doorbroken. De veldtocht eindigde in 'het grootste militaire fiasco van het Mingtijdperk'. Het keizerlijke leger werd omsingeld en vernietigd bij Tumu (100 kilometer ten noorden van Beijing). Zhengtong werd bij de nederlaag gevangengenomen door Esen die - in plaats van op te rukken naar Beijing - een enorm losgeld verlangde voor zijn vrijlating. De Chinezen weigerden dit echter te betalen. Aangezien de zoon van Zhengtong pas een jaar oud was, kon die zijn plaats niet innemen. Zhengtong had voor zijn vertrek zijn halfbroer Zhu Qiyn aangesteld als plaatsvervanger. Bij wijze van compromis werd Zhu Qiyn benoemd tot keizer onder de periodenaam Jingtai en regent voor Zhengtongs kroonprins.
Toen Esen geen zicht meer had op het beoogde losgeld, liet hij zijn dure gevangene een jaar later gaan in ruil voor vage Chinese beloftes over handelstransacties. Zhengtong kreeg echter pas toestemming de Chinese hoofdstad weer te betreden nadat hij zijn aanspraken op de troon had opgegeven. Jingtai plaatste zijn broer onder huisarrest en benoemde in 1452 in plaats van Zhengtongs zoon zijn eigen zoon tot troonopvolger. Deze stierf echter binnen een jaar.
Toen Jingtai in 1457 ziek was, pleegden aanhangers van Zhengtong een coup en plaatsten de voormalige keizer opnieuw op de troon, ditmaal onder de naam Tianshun. Jingtai stierf op 14 maart 1457 onder nooit opgehelderde omstandigheden. De samenzweerders die Zhengtong opnieuw de troon hadden bezorgd werden echter in de jaren daarna gezuiverd, om elke schijn van onoorbaar gedrag weg te nemen.

### Grote Conflict over het Ritueel

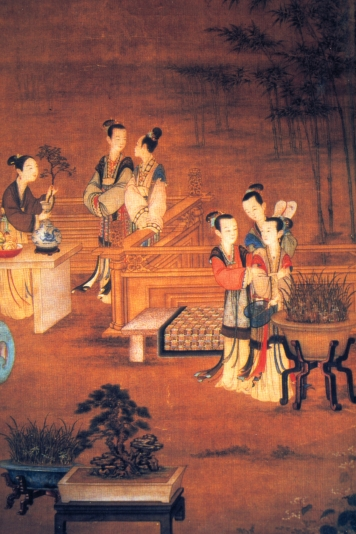
Dames aan het hof

Na de Tumucrisis volgden de regeringen van Chenghua (1447-1487), Hongzhi (1470-1505) en Zhengde (1491-1521). De laatste kwam als dertienjarige op de troon en toonde net zomin interesse in zijn rijk als in zijn vrouw. Hij stierf kinderloos na een regering die met verschillende opstanden te maken had gehad. Een daarvan werd onderdrukt door de vooraanstaande neoconfuciaanse filosoof annex generaal Wang Yangming (1472-1529). Zoekend naar een opvolger werd Zhengde's veertienjarige neef Zhu Houcong (1507-1567) door het hof naar voren geschoven als de nieuwe keizer, onder de naam Jiajing.
De jeugdige Jiajing-keizer raakte al snel in conflict met een groot deel van het hof over een kwestie die bekendstaat als het 'Grote Conflict over het Ritueel'. Omdat de riten voorschreven dat de erfopvolging van vader op zoon diende plaats te vinden, zette het hof Jiajing onder druk om zich postuum te laten adopteren door Zhengde's vader Hongzi. Jiajing wilde echter zijn eigen vader niet verloochenen en verklaarde deze postuum tot keizer, zodat zijn rituele en biologische vader weer samen vielen. Uit protest hielden honderden orthodoxe literaat-bestuurders een sit-in voor het keizerlijk paleis. Jiajing onderdrukte de protesten door openbare bestraffingen met stokslagen voor de demonstranten (waarbij zeventien doden vielen) maar de kwestie bleef de verhoudingen in de lange regeringsperiode van Jiajing vertroebelen. Een groep literaten die het meer vrijdenkende wereldbeeld van Wang Yangming deelden sympathiseerden overigens met de kinderlijke piëteit (xiao) van de Jiajing-keizer.

### Wanli
Na de vroege dood van Longqing (1537-1572) kwam opnieuw een minderjarige op de troon, de negenjarige Wanli (1563-1620). De eerste tien jaar van diens regeringsperiode domineerde de krachtdadige groot-secretaris van de kanselarij Zhang Juzheng (1525-1582) het bestuur van het land. Zhang hervormde het belastingstelsel met de Eén Zweep Hervormingen van 1580, waarbij belastingen in natura en corveediensten landelijk werden omgezet in betalingen in zilver. Ook liet Zhang een groot kadastraal onderzoek naar niet-geregistreerde grond uitvoeren. Met de Mongoolse leider Altan Khan (1507-1582) sloot Zhang in 1571 een overeenkomst waarbij wederzijdse handel mogelijk werd gemaakt.
Na de dood van Zhang Juzheng nam Wanli zelf het bestuur in handen. Ook hij raakte in conflict met zijn ambtenaren toen hij de zoon van zijn favoriete concubine als troonopvolger wilde benoemen in plaats van zijn oudste zoon bij zijn wettige echtgenote. Uiteindelijk gaf Wanli toe aan de druk van zijn omgeving, maar vanaf dat moment onttrok hij zich vrijwel geheel aan zijn verantwoordelijkheden voor de regering in het land, buiten hoogst noodzakelijke fiscale en militaire aangelegenheden. Zijn bewind wordt gezien als het begin van het verval van de Ming-dynastie.

## Grenzen van het rijk

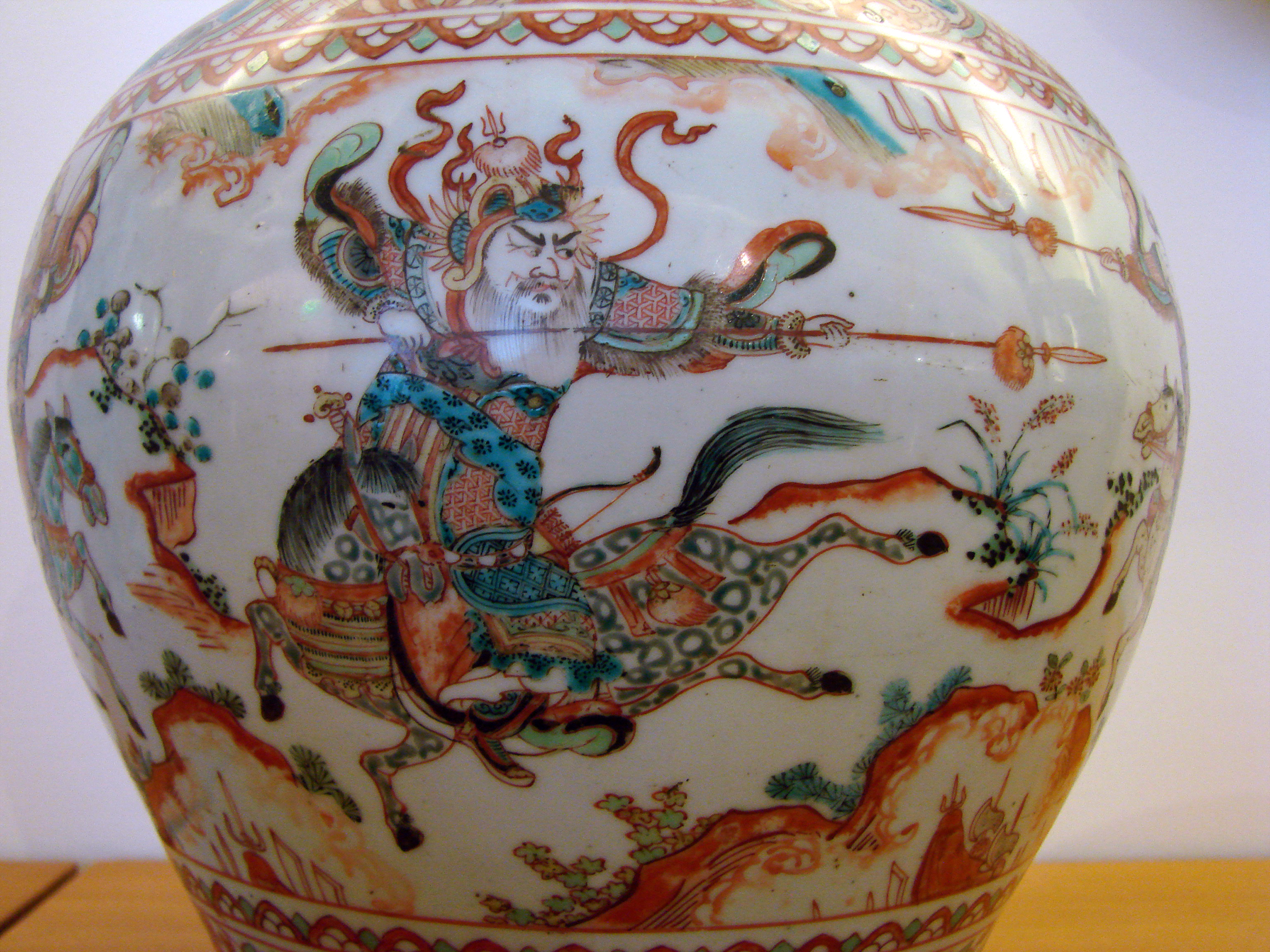
Strijder te paard, vaas uit de regeerperiode van Jiajing (r. 1521-1567)

Het Mingrijk had een oppervlakte van ongeveer vier miljoen vierkante kilometer, met een grote variatie aan landschappen. Het rijk was daarmee een van de grootste ter wereld, ook al regeerden eerdere dynastieën als de Tang en de Yuan over een groter territorium, net als later de Qing. De grenzen van het rijk vormden grofweg een cirkel met uitstulpingen in het zuidwesten, noordwesten en noordoosten. De ruim 11.000 kilometer lange grens liep door weelderig begroeide subtropische gebieden in het zuiden en zuidwesten, de uitlopers van het Tibetaans plateau in het westen, de woestijnen en steppen in het noorden en de wouden van Mantsjoerije in het noordoosten en ten slotte langs de oostkust. Het verdedigen van deze grenzen was een constante zorg voor de bestuurders van het rijk.
Hongwu wilde het rijk niet uitbreiden buiten het eigenlijke Chinese cultuurgebied. De relaties met de rest van de wereld dienden geregeld te worden via het tribuutsysteem, waarbij de niet-Chinese heersers tribuut verschuldigd waren aan de keizer van het Middenrijk. Als tegenprestatie erkende de keizer de legitimiteit van de buitenlandse heerser en kon er tijdens de tribuutmissies handel met China worden gedreven. De mogelijkheid tot handel met China was een belangrijke drijfveer voor de omringende landen om dit tribuutsysteem te accepteren. Met uitzondering van Yongle, die het rijk in alle richtingen trachtte uit te breiden, namen Hongwu's opvolgers zijn voorouderlijke instructies ter harte en werd een stabiele relatie met de buitenwereld nagestreefd.
Geordende koninkrijken zoals Korea die sterk beïnvloed waren door de Chinese cultuur en zich schikten in het keurslijf van het tribuutsysteem hadden in Chinese ogen de hoogste status. Ze werden met de beleefde term 'guo' aangeduid. Minder inschikkelijke volken als de Mongolen en de Europeanen werden door de Chinezen in denigrerende termen omschreven. Zo werden de Nederlanders geclassificeerd als de 'roodharige barbaren'. Dit verhinderde overigens niet dat China diplomatieke relaties met hen onderhield.
De rest van deze paragraaf beschrijft de relatie van de Ming met de belangrijkste omringende landen door de cirkel in de richting van de klok te volgen, beginnend bij Annam in het zuidoosten en eindigend bij de oostkust.

### Annam en Yunnan
Annam, in het noorden van het huidige Vietnam, had zich in de tiende eeuw losgemaakt van China, na meer dan 1000 jaar onderdeel te zijn geweest van het Middenrijk. De regerende dynastie, de Tran, was een tribuutrelatie aangegaan met Hongwu. De Tran werden in 1400 echter verdreven door de Ho. De Tran deden een beroep op het Chinese hof om hun troon te heroveren. Yongle, zelf ook een usurpator, zond in 1406 een legermacht van 200.000 manschappen naar Annam. De Chinese troepen ondervonden weinig weerstand en Yongle besloot het gebied in te lijven bij het rijk. Er volgde echter een langdurige guerrillaoorlog waarbij de Chinezen gaandeweg de overhand verloren. In 1427 trok de Xuande-keizer de Chinese troepen terug en erkende de nieuwe Le-dynastie.

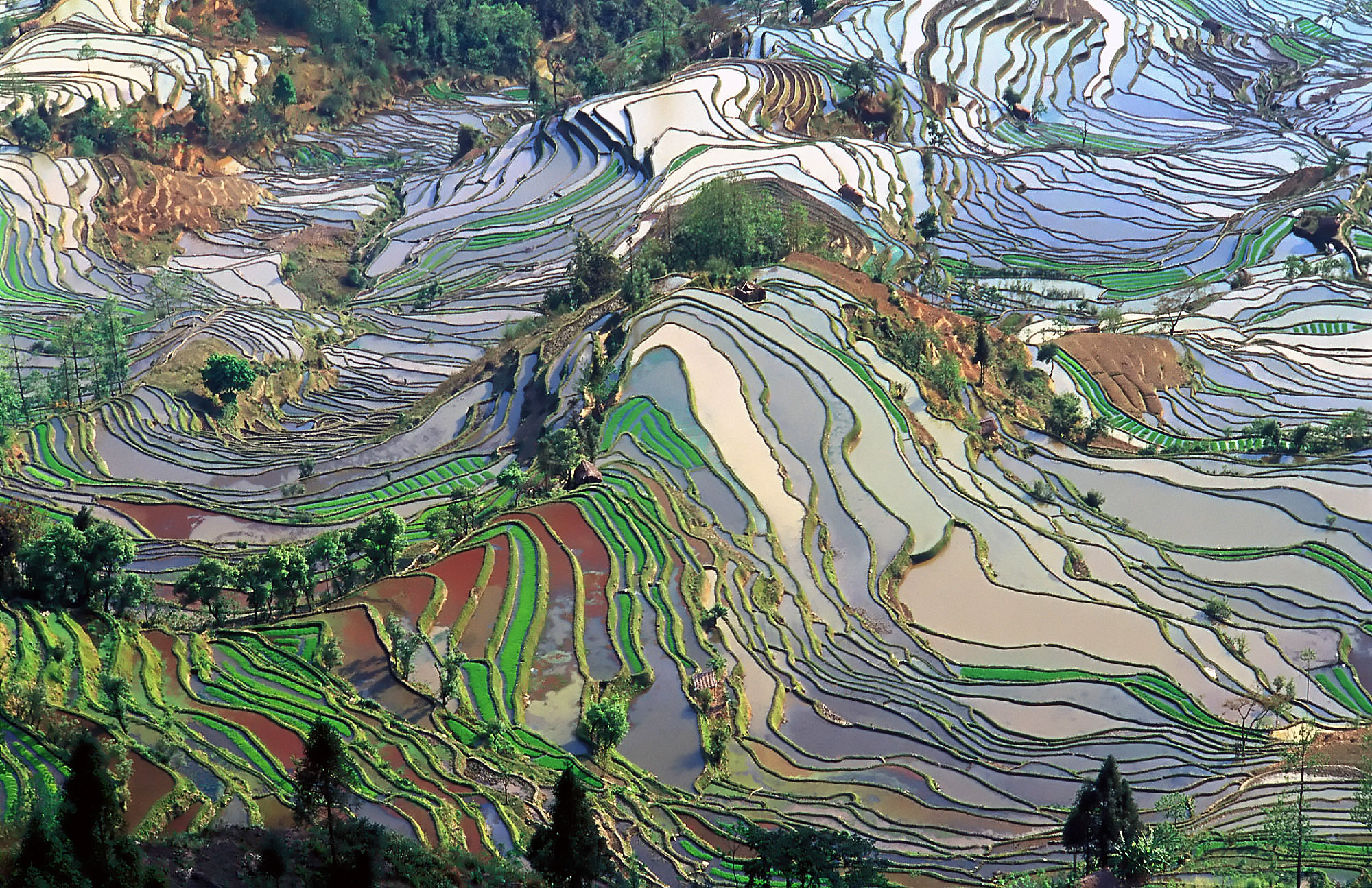
Traditionele rijstterrassen in Yunnan

Koeblai Khan had in 1253 het onafhankelijke koninkrijk Dali in het zuidwesten veroverd en als de provincie Yunnan ingelijfd in zijn rijk. Het gebied, ter grootte van Frankrijk, was rijk aan grondstoffen als goud, zilver en koper en had nog veel onontgonnen landbouwgrond. Hongwu bezette Yunnan in 1382 na een bloedige campagne met een troepenmacht van 250.000 man. Hij vestigde zijn manschappen vervolgens in militaire landbouwkolonies om de regio te sinificeren. In totaal bracht Hongwu een miljoen Han-Chinezen over naar Yunnan. De Chinese infiltratie van het gebied leidde tot spanningen met de etnisch zeer gemêleerde plaatselijke bevolking. De Ming hadden regelmatig te kampen met opstanden van de inheemse volken, zoals de Miao en de Yao.
De Ming controleerden Yunnan met behulp van het tusi-systeem. De honderden tusi waren erfelijke hoofdmannen (soms vrouwen) die in hun gebied verantwoordelijk waren voor het handhaven van de orde en net als buitenlandse vorsten tribuut dienden te brengen aan de Mingkeizer. Ze stonden onder supervisie van bureaucraten van de Ming. Dit was bedoeld als overgangsregeling: zodra voldoende Han-Chinezen in een regio aanwezig waren, werden de tusi vervangen door bestuurders van prefecturen (fu) en districten (xian). Dit was een geleidelijk proces: rond 1600 waren de plaatselijke bewoners nog steeds in de meerderheid in de zuidelijke provincies Yunnan, Guizhou en Guangxi. Het tusi-systeem bleef nog tot in de achttiende eeuw gehandhaafd.

### Tibet en Turkestan
In het westen grensde het Mingrijk aan de Tibetaanse wereld. Op cultureel en commercieel gebied waren er tal van contacten tussen Tibet en het China van de Ming. Verschillende Mingkeizers hadden interesse in de spirituele ontwikkelingen binnen het Tibetaans boeddhisme. Zo nodigde Yongle Tsongkhapa (1357-1419), de oprichter van de gelugschool, uit voor een bezoek aan Nanjing, maar deze sloeg de invitatie af. Andere boeddhistische geestelijken werden echter met veel egards ontvangen aan het Chinese hof. Op politiek gebied bleven de contacten koel. In de zestiende eeuw groeiden Tibet en Mongolië daarentegen steeds meer naar elkaar toe. De derde dalai lama, Sönam Gyatso (1543-1588) bezocht in 1578 de Mongoolse leider Altan Khan, die het Tibetaanse boeddhisme als officiële religie van zijn volk invoerde. De Chinese heersers zagen het potentiële gevaar van de Tibetaans-Mongoolse alliantie, maar konden er weinig aan veranderen.
De Grote Muur eindigde in het noordwesten in Jiayuguan in Gansu. Daarachter lag Turkestan dat tijdens eerdere dynastieën door China was overheerst. De Ming deden slechts halfslachtige pogingen om invloed in dit reusachtige gebied uit te oefenen. Hongwu stuurde een gezantschap naar Samarkand, de hoofdstad van de grote Turks-Mongoolse veroveraar Timoer Lenk (1336-1405). Hongwu's gezanten verlangden dat deze tribuut zou brengen aan de Chinese heerser. De neerbuigende toon van de Chinese gezanten irriteerde Timoer Lenk dusdanig dat deze een leger van 200.000 man bijeenbracht om China binnen te vallen. Hij overleed echter voordat de invasie kon beginnen. Yongle knoopte met Timoers opvolger Shahrukh (1377-1447) vervolgens diplomatieke betrekkingen op gelijkwaardige basis aan.
Politieke onrust in Centraal-Azië leidde in de Mingperiode tot het verval van de eeuwenoude zijderoute. Aan het eind van de Ming-dynastie was de buitenlandse handel van China voor een groot deel geconcentreerd aan de oostkust, ook door de verbeterde scheepvaarttechnieken en de komst van de Europeanen.

### Mongolen en Mantsjoes

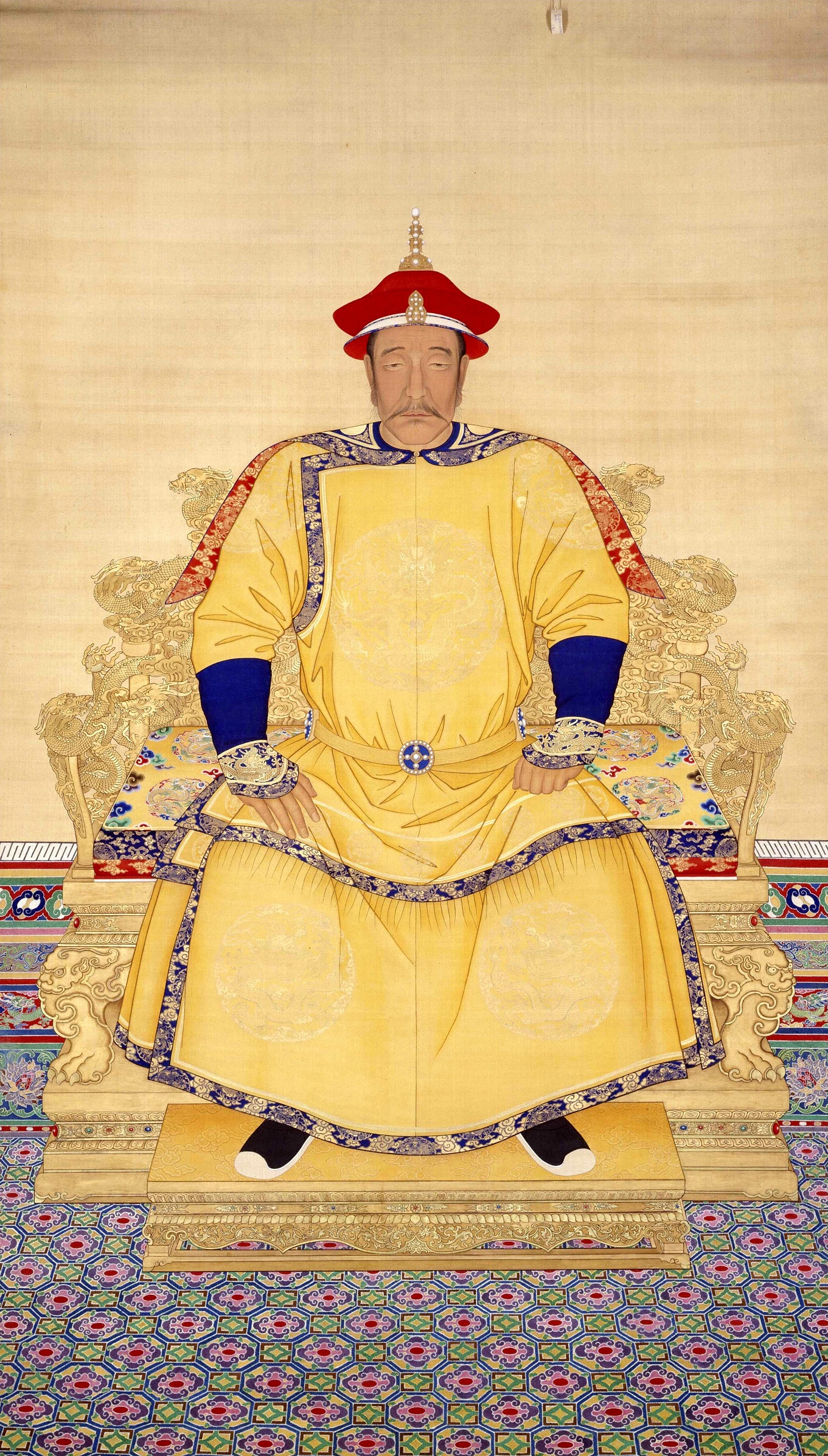
Nurhaci

De Mongolen vormden het grootste en moeilijkst op te lossen probleem voor de Ming. Nadat de Yuan in 1368 waren verdreven uit China kozen vooral Hongwu en Yongle voor een offensieve strategie. Door actief te interveniëren in het steppengebied probeerden ze te voorkomen dat de Mongolen opnieuw onder een sterke leider verenigd werden. Deze strategie eindigde met het debacle bij Tumu in 1449 toen keizer Zhengtong gevangen werd genomen door Esen, de leider van de Oirat-Mongolen. Nadien was geen sprake meer van offensieve acties tegen de Mongolen, maar om ideologische redenen wilden de Mingheersers de grenzen ook niet openstellen voor handelsbetrekkingen. Deze konden immers alleen binnen de kaders van het tribuutsysteem bestaan. Het resultaat van deze patstelling waren voortdurende Mongoolse plundertochten op Chinees gebied. In de tweede helft van het Mingtijdperk waren het vooral de Mongolen die voor het offensief kozen.
Het antwoord van de Ming op de Mongoolse invallen was het uitbreiden en versterken van de Grote Muur over een lengte van duizenden kilometers. In de Mingperiode werd deze verdedigingslinie de 'negen garnizoenen' (jiu bian) genoemd, naar de grensplaatsen die het hart van het complex vormden. De kosten van het uitbouwen en onderhouden van deze verdediging slokten een groot deel van de rijksuitgaven op, zonder dat de Grote Muur een effectieve bescherming bood.
In het midden van de zestiende eeuw vestigden de Tümed onder leiding van Altan Khan zich in de Ordos, het gebied in het noorden van de grote bocht van de Gele Rivier. Na tientallen jaren van plunderingen door Altan Khan sloot groot-secretaris Zhang Juzheng in 1571 een overeenkomst waarbij handelsbetrekkingen mogelijk werden. Het akkoord werd na de dood van Zhang Juzheng en Altan Khan in 1582 echter beëindigd door het Chinese hof.
Hongwu had zijn machtsgebied naar het noordoosten uitgebreid tot het schiereiland Liaodong in Mantsjoerije. De regio vormde geen grote bedreiging voor de Ming tot de opkomst van Nurhaci (1559-1626). Deze leider van de Mantsjoes verdreef de Chinezen uit het gebied en stichtte een goed georganiseerde staat. Nurhaci voelde zich zo sterk dat hij van de Ming tribuut eiste en een oorlog begon. Bij een nederlaag tegen de Mingtroepen raakte Nurhaci in 1626 dodelijk gewond. Zijn opvolger Hong Taiji (1592-1643) zette de strijd tegen de Ming echter voort. Na de val van de Ming zouden zijn opvolgers als de Qing-dynastie China regeren.

### Korea en Japan
Korea en Japan hadden vanouds nauwe culturele, religieuze en commerciële banden met China. Beide landen verzetten zich tegen de eisen van Hongwu om zich aan zijn hegemonie te onderwerpen, maar tijdens Yongle's regeerperiode werden de wederzijdse betrekkingen volgens het tribuutsysteem geregeld. Net als alle andere landen oefenden ook Korea en Japan druk uit op China om de handelsbetrekkingen te verruimen, maar de officiële kanalen boden nauwelijks ruimte hiervoor. In de zestiende eeuw verloor het Ashikaga-shogunaat steeds meer het gezag over Japan en na 1551 verviel het land in een decennia durende burgeroorlog. Machtige krijgsheren als Nobunaga (1534-1582), Hideyoshi (1536-1598) en ten slotte Ieyasu (1543-1616) slaagden erin Japan weer te herenigen onder één gezag. In 1592 viel Hideyoshi Korea binnen met als uiteindelijke doel ook China te veroveren. Het resultaat was de bloedige Imjin-oorlog waarbij de Ming de Koreanen met honderdduizenden troepen te hulp kwamen en de Japanse invasie na zes jaar werd beëindigd. Hideyoshi's opvolger Ieyasu stichtte het Tokugawa-shogunaat dat Japan tot de negentiende eeuw zou regeren en het land zou afsluiten van de buitenwereld, net als de Ming beoogden te doen in China.

### Oostkust
China bezat in het begin van de vijftiende eeuw een indrukwekkende zeemacht. De zeven vlootexpedities van Zheng He naar Zuidoost-Azië en de Indische Oceaan bleven in schaalgrootte en reikwijdte nog eeuwenlang ongeëvenaard in de wereldgeschiedenis. Al op de eerste reis voer Zheng He met een eskader van bijna 300 jonken en 27.000 manschappen naar Calicut, het belangrijkste handelscentrum aan de westkust van India. Het grootste schip had een lengte van 135 meter. Anders dan bij de latere Europese tochten in het tijdperk van de grote ontdekkingen was het doel niet om te ontdekken, te handelen of te veroveren, maar om zoveel mogelijk plaatselijke vorsten te bewegen om een tribuutrelatie met het Mingregime aan te gaan. Daarbij werd wapengeweld tegen onwillige machthebbers overigens niet geschuwd. Na 1433 werden de Chinese expedities abrupt afgebroken. Het Chinese machtsvertoon had het gewenste effect bereikt, maar de kosten waren te hoog om nog langer te dragen. China ontmantelde de geavanceerde marine.
De beperkte mogelijkheden tot buitenlandse handel leidde tot smokkel en in het verlengde daarvan piraterij. Aanvankelijk waren dit vooral Japanse wakō, maar in de zestiende eeuw waren het in meerderheid Chinezen uit de kustprovincie Fujian. De Mingautoriteiten reageerden defensief door regelmatig hele stroken van de kust te ontruimen om de piraten de mogelijkheden tot plunderen te ontnemen. Het effect was averechts: de kustbewoners konden geen handel meer drijven en namen meer en meer hun toevlucht tot piraterij om aan de kost te komen. Pas na het verruimen van de handelsmogelijkheden in de tweede helft van de zestiende eeuw keerde de rust enigszins terug.

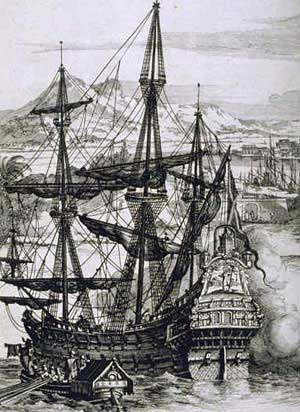
Spaans galjoen

In 1511 verschenen de Portugezen als eerste Europeanen in de Zuid-Chinese Zee. In 1557 wisten ze in Macau een basis te bemachtigen aan de Chinese kust die ze tot 1999 zouden behouden. De Portugese kolonie werd door lokale autoriteiten gedoogd zonder medeweten van het hof in Beijing. Door het stilvallen van de officiële handel tussen Japan en China tijdens de Japanse burgeroorlog konden de Portugezen een rol als tussenpersoon vervullen.
De Spanjaarden vestigden zich in 1565 in de Filipijnen waar ze in Manilla een geschikte haven vonden. Met het Manillagaljoen voerden de Spanjaarden elk jaar vanuit Acapulco in Nieuw-Spanje Amerikaans zilver aan dat werd verhandeld tegen Chinese zijde en porselein. In China was zilver relatief schaars en dus duur, terwijl de Chinese ambachtelijke producten omgekeerd veelgevraagd waren in de rest van de wereld. Deze handel was zo lucratief dat zich een grote kolonie overzeese Chinezen in Manilla vestigde. De combinatie van de twee culturen bleek een explosieve mix: bij een confrontatie in 1603 werden 20.000 Chinezen gedood door de Spanjaarden. De Chinezen bleven echter komen en het scenario herhaalde zich in 1639. Via de Spanjaarden werden ook tal van nieuwe gewassen uit Amerika in China geïntroduceerd.
Na 1600 verschenen ook de Nederlanders op het toneel. Meer nog dan de Spanjaarden en de Portugezen vormden zij met hun zwaarbewapende schepen een belangrijke machtsfactor op zee, maar net zomin als hun voorgangers wisten de Nederlanders een officiële handelsrelatie met China aan te knopen. In 1622 bezetten de Nederlanders Formosa (Taiwan), toen nog geen Chinees grondgebied. Ze gebruikten het eiland als basis voor hun plundertochten en grootschalige smokkelactiviteiten, totdat ze in 1662 door de Mingloyalist Koxinga (1624-1662) werden verdreven.

## Bestuur

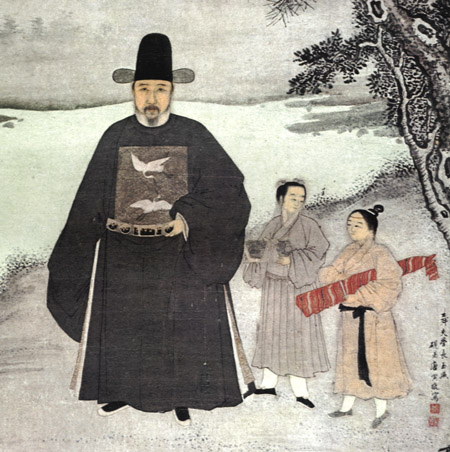
Portret van een bestuurder ten tijde van Hongzhi

De lange duur en de stabiliteit van de Ming-dynastie was voor een groot deel te danken aan de effectieve bureaucratische organisatie van het rijk, die ook door de latere Qing-dynastie werd overgenomen. Tijdens de Ming-dynastie werden eeuwenoude bestuurlijke structuren geperfectioneerd. De keizer regeerde het rijk als een autocraat die aan niemand verantwoording schuldig was over zijn beslissingen. Hij werd ondersteund door een bureaucratisch apparaat van in de confuciaanse klassieken geschoolde ambtenaren (literaat-bestuurders). Deze bestuurders werden geselecteerd op basis van de door hen behaalde resultaten in het Chinees examenstelsel. Hun verdere carrière binnen de bureaucratie werd vooral bepaald door de beoordeling van hun verdiensten door hun meerderen. Als geheel functioneerde de bureaucratie als een autonome organisatie.
De civiele bureaucratie domineerde de regering van het land. Militaire commandanten of aristocraten vormden geen wezenlijke bedreiging voor de macht van de ambtenaren. Wel konden de eunuchen van de keizerlijke hofhouding grote invloed op de keizers uitoefenen en buiten de normale kanalen om machtposities verwerven.

### Keizerlijke hofhouding
Na 1421 resideerden de Mingkeizers in de Verboden Stad in Beijing, een 73 hectare groot complex met tal van paleizen, paviljoenen en tempels, waar enkele duizenden mensen de hofhouding vormden. Het hofleven verliep volgens een strikt gereguleerd ritme van ceremonies en rituelen. Een voorbeeld hiervan waren de jaarlijkse ceremonies in de Tempel van de Hemel in Beijing waar de keizers offers brachten om een goede oogst voor het land bij de goden af te smeken. De latere keizers verlieten zelden de Verboden Stad en hadden nog maar weinig contact met de buitenwereld.
De keizers konden zoveel concubines nemen als ze wilden, maar slechts een daarvan had de officiële titel keizerin (huang hou). Een keizerin kon echter vervangen worden, zeker als ze er niet in slaagde een erfopvolger te produceren. Anders dan in eerdere dynastieën was de invloed van deze vrouwen op het beleid beperkt tijdens de Ming-dynastie. De concubines werden op jonge leeftijd uit lagere sociale milieus gerekruteerd en mochten geen connecties buiten de hofhouding onderhouden. In het begin van de Ming-dynastie was het gebruikelijk dat de concubines een overleden keizer in de dood volgden, maar na 1464 werd deze praktijk als onbeschaafd beschouwd en niet meer toegepast.
Eunuchen vormden het grootste deel van de hofhouding. Om te voorkomen dat ze seksuele relaties aanknoopten met de concubines werden deze functionarissen gecastreerd. In China hield deze praktijk in dat niet alleen de testikels maar ook de penis werd verwijderd. Ondanks het gevaar van een dergelijke operatie waren er vele vrijwilligers voor de functie. Schattingen van het aantal eunuchen variëren tussen de duizenden en de tienduizenden. Velen van hen vervulden slechts eenvoudige huishoudelijke taken, maar er zijn ook tal van voorbeelden van eunuchen die een belangrijke politieke rol speelden. Hun rol wordt in de officiële annalen, geschreven door de literaat-bestuurders, doorgaans negatief neergezet.
De afstammelingen van Hongwu vormden de keizerlijke clan. Rond 1600 was hun aantal gegroeid tot 100.000. Ze mochten geen officiële functies bekleden, maar werden wel onderhouden op kosten van de staat.

### Politiek bestuur
Sinds de Tang-dynastie vormden drie regeringsbureaus en zes ministeries (liubu) het landelijk bestuur van het Chinese keizerrijk. De zes ministeries waren verantwoordelijk voor ambtenarenzaken (libu), financiën (hubu), riten (libu), leger (bingbu), justitie (xingbu) en openbare werken (gongbu). De ministeries stonden onder supervisie van het staatssecretariaat, een van de regeringsbureaus, maar de Hongwu-keizer schafte dit orgaan af na het vermeende complot van zijn eerste minister Hu Weiyong in 1380. De Mingkeizers stuurden nadien zelf de zes ministeries aan, daarbij geassisteerd door de groot-secretarissen van de kanselarij, een coördinerend en adviserend orgaan. De groot-secretarissen waren ieder individueel verantwoording schuldig aan de keizer, niet als collectief. Het gevolg was dat factiestrijd, waarbij ook eunuchen van het hof hun rol speelden, regelmatig het bestuur van het rijk verlamde. Slechts een enkele keer, zoals Zhang Juzheng tijdens het bewind van de Wanli-keizer, wist één groot-secretaris het bestuur te domineren. Naast de ministeries en het groot-secretariaat was er nog het censoraat dat de bestuursambtenaren controleerde op hun effectiviteit en eventueel wanbestuur diende te signaleren.

### Bestuurlijke indeling
Dertien provincies (sheng) vormden het hoogste niveau van de bestuurlijke indeling van het Mingrijk, met daaronder prefecturen (fu), subprefecturen (zhou) en districten (xian). In de provincies waren verschillende functionarissen verantwoordelijk voor militaire zaken, ordehandhaving en administratie. De bestuurders werden regelmatig gerouleerd en dienden altijd afkomstig te zijn uit een andere regio om te voorkomen dat ze een lokale machtsbasis konden vormen. Deze bewuste versnippering van bevoegdheden kon in noodgevallen, zoals bij opstanden of natuurrampen, verlammend werken. In zulke situaties werd een 'groot-coördinator' (xunfu) benoemd die over meerdere provincies het gezag uitoefende. De ruim duizend districten waren het laagste niveau waar het centrale gezag een magistraat benoemde. Een district kon 50.000 tot 500.000 inwoners bevatten. Steden hadden geen aparte status binnen de Chinese bestuurlijke indeling. Ze konden identiek zijn aan een district of binnen verschillende districten vallen. Een uitzondering vormden de speciale administratieve eenheden van de beide hoofdsteden Beijing en Nanjing.

### Examenstelsel

Het landelijk examen, door Qiu Ying

De rekrutering van de bestuurders verliep via het examenstelsel. Deze examens werden gehouden op verschillende niveaus. In de provincies konden kandidaten de graad van 'verheven heer' (juren) behalen. Eens in de drie jaar werden landelijke examens in de hoofdstad gehouden, waar de graad van 'gepresenteerde geleerde' (jinshi) verkregen kon worden. Alleen met een jinshi-graad kon men tot het landelijke ambtenarenapparaat toetreden. Bij de examens werd vooral op literaire kwaliteiten getest: de kandidaten dienden in een strikt vastgelegde vorm essays en poëzie te schrijven aan de hand van de confuciaanse Vier Boeken. De interpretatie van deze klassieke werken door de grote geleerde Zhu Xi (1130-1200) was door de Yongle-keizer tot de verplichte leerstof voor de examens ingesteld. Vergeleken met eerdere periodes was de examenstof in intellectueel en literair opzicht tijdens de Ming-dynastie veel eenzijdiger.
De eenzijdigheid van de leerstof weerhield velen er niet van te proberen hun maatschappelijke positie te verbeteren via het examenstelsel. Geholpen door staatsscholen en allerlei vormen van particulier onderwijs en de verspreiding van de boekdrukkunst waren er eind zestiende eeuw ongeveer 100.000 mensen in het bezit van de laagste graad (shengyuan). Slechts een kleine minderheid van hen wist de hoogste graden te bemachtigen: gedurende de hele Ming-dynastie verwierven slechts 73.150 personen de juren-graad en 24.450 de jinshi-graad. Bij de driejaarlijkse landelijke examens konden maximaal 300 kandidaten slagen. Van de succesvolle kandidaten was het merendeel afkomstig uit het gebied van de benedenloop van de Yangzi, het economische en culturele centrum van het rijk. De dominantie van dit gebied was dusdanig dat er quota nodig waren om ook de andere provincies in de gelegenheid te stellen de hoogste graden te behalen.

## Ideeënwereld en literatuur

### Neoconfucianisme

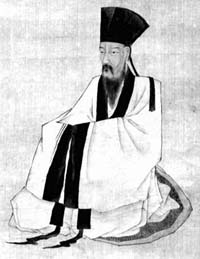
Wang Yangming

De strikte eisen van het examenstelsel zorgden ervoor dat de geletterde elite (de literaten) van China in hoge mate werd ondergedompeld in de leer van het neoconfucianisme. In de zestiende eeuw ontstond er, onder invloed van de ideeën van het Chan-boeddhisme en het daoïsme, een groeiende beweging onder de literaten die een ruimere interpretatie van de confuciaanse denkbeelden propageerde. De vooraanstaande bestuurder en filosoof Wang Yangming was de prominentste vertegenwoordiger van deze stroming.
In Wangs persoonlijke zoektocht naar de bron van de waarheid bevredigden de leerstellingen van orthodoxe neoconfuciaanse denkers als Zhu Xi en Cheng Yi (1033–1107) hem niet. Deze stelden dat inzicht in de waarheid verkregen diende te worden door studie van de buitenwereld, door rationele argumentatie en verificatie. Wang Yangming kwam tot het inzicht dat de waarheid niet buiten het individu gezocht moest worden, maar dat iedere persoon intuïtieve kennis van de ethische waarheid (liangzhi) bezit.
Wang Yangming koppelde dit inzicht aan zijn opvatting dat een persoon diende te handelen naar wat deze intuïtieve kennis hem ingaf. Een jarenlange studie of de goedkeuring van hoger geplaatsten was geen noodzakelijke voorwaarde om tot actie over te gaan. Actie diende niet te volgen op het vergaren van kennis, maar de twee componenten dienden elkaar juist in wisselwerking te versterken.
De ideeën van Wang Yangming vielen in vruchtbare bodem in de laatste eeuw van de Ming-dynastie. Ze boden legitimatie voor andere sociale groepen dan de literaten om maatschappelijke initiatieven te ontplooien. In 1553 en 1554 werden zijn denkbeelden in Beijing uitgebreid bediscussieerd door een grote verzameling literaten en bestuurders, in een poging om officiële erkenning te verkrijgen voor de nieuwe stroming. Voor conservatieve literaat-bestuurders waren Wangs denkbeelden echter een brug te ver. Ze vormden een bedreiging voor de strikt hiërarchische sociale structuur van het rijk. In 1579 keerde Zhang Juzheng, de groot-secretaris van de kanselarij, zich tegen de aanhangers van Wang. In de jaren daarna werden zijn volgelingen systematisch geweerd uit invloedrijke posities binnen de bureaucratie. Een prominent slachtoffer van de repressie was een scherpe criticus van het neoconfucianisme, Li Zhi (1527-1602). Deze voorvechter van persoonlijke ontplooiing en vrijheid van meningsuiting belandde op hoge leeftijd in de gevangenis, waar hij zelfmoord pleegde door zijn keel door te snijden. Vele gelijkgezinden keerden zich gedesillusioneerd af van het landsbestuur, ook door de verwaarlozing van het ambtenarenapparaat onder de lange regering van de Wanli-keizer. Tot actief verzet tegen het keizerlijk gezag kwam het echter niet onder de literaten.
Tegengesteld aan de beweging om meer persoonlijke ontplooiing en afwijkende ideeën mogelijk te maken was er tijdens de Ming-dynastie ook een sterke stroming die juist de zuiverheid van het confuciaanse gedachtegoed wilde bewaken. Gemotiveerd door de traditionele confuciaanse verplichting om zich over principiële kwesties uit te spreken, riskeerden literaat-bestuurders keer op keer hun loopbaan of zelfs hun leven door bij de keizer te protesteren tegen slecht bestuur of machtsmisbruik. In het begin van de zeventiende eeuw vormde de conservatieve Donglin Academie het centrum van een dergelijke protestbeweging. Er zat echter ook een schaduwzijde aan deze rechtlijnigheid: de neiging om meningsverschillen over beleid en wedijver tussen facties steeds in morele termen te definiëren bemoeilijkte het vinden van pragmatische oplossingen voor de problemen van het rijk.

### Drie Leren

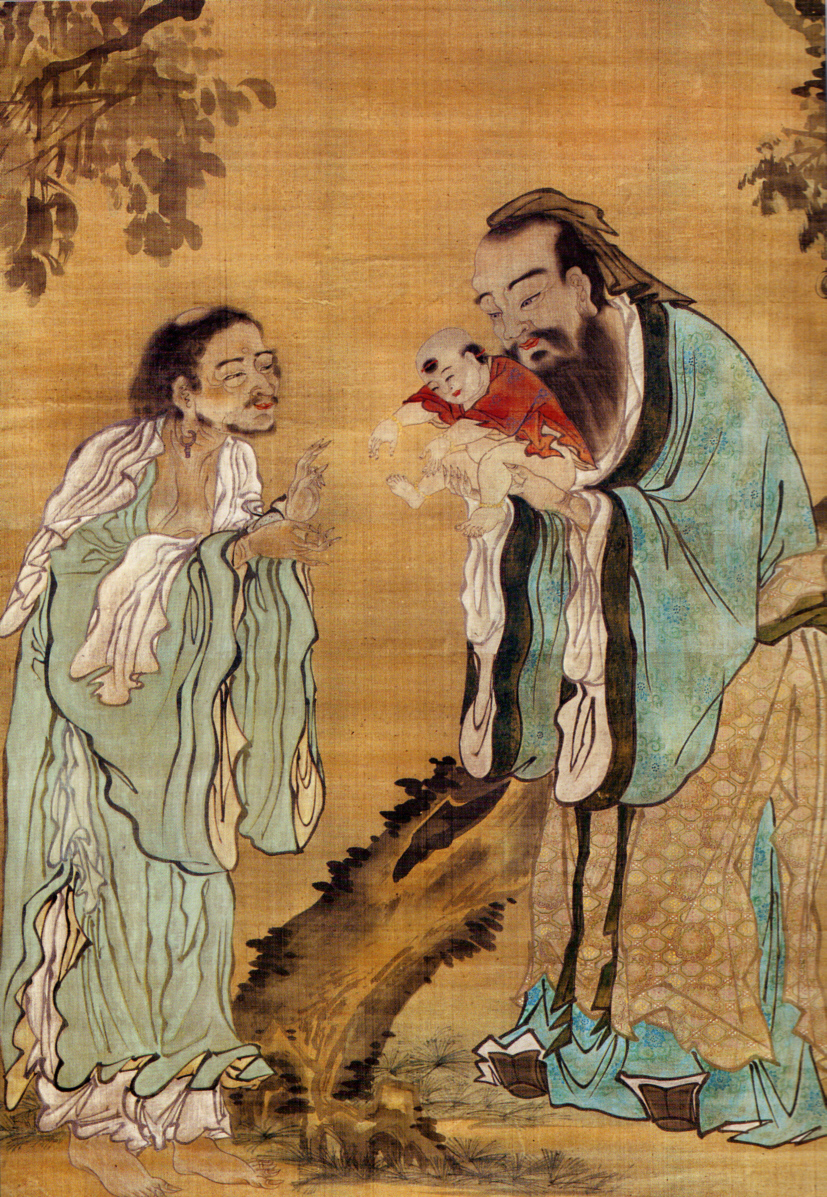
Confucius draagt de jonge Gautama Boeddha over aan Laozi, symbolisch voor de harmonie tussen de Drie Leren

Het Chinese boeddhisme kende een bloeiperiode tijdens de Tang-dynastie, maar na de vervolgingen in de negende eeuw en de opkomst van het neoconfucianisme tijdens de Song-dynastie was de religie haar dominante positie kwijtgeraakt. De Hongwu-keizer had zijn opkomst onder andere te danken aan de steun van boeddhistische groeperingen en begunstigde aanvankelijk de religie. In de jaren 1390 keerde Hongwu zich echter tegen de boeddhistische kloostergemeenschappen (sangha) en onderwierp deze aan strenge beperkingen.
Desondanks was er in de latere Mingtijdperk sprake van een heropleving van het boeddhisme, met een aanzienlijke groei van de kloostergemeenschappen en verschillende populaire lekenbewegingen. Opvallend was dat confuciaanse literaten die geen succes hadden in de examens daarna vaak toetraden tot een boeddhistisch klooster. Een voorbeeld hiervan is de invloedrijke monnik Zhuhong (1535-1615). De wederzijdse kruisbestuiving leidde tot de ontwikkeling van een belangrijk idee tijdens de Ming-dynastie, namelijk dat de Drie Leren (confucianisme, boeddhisme en daoïsme) een gemeenschappelijke grondslag hadden en elkaar ondersteunden. De slagzin hiervoor luidde: 'de Drie Leren lopen uit op één principe' (sanjiao guiyi). Er bleven echter tegenstellingen tussen de verschillende stromingen bestaan. Recht in de leer zijnde confucianen hadden bijvoorbeeld grote moeite met de gewoonte van boeddhisten om de Boeddha als god te vereren en met hun focus op het hiernamaals in plaats van op het vervullen van de verplichtingen tegenover staat en familie.

### Jezuïetenmissie
In het kielzog van de Spanjaarden en Portugezen verschenen in de zestiende eeuw ook katholieke missionarissen in China. De nog jonge kloosterorde van de jezuïeten was het actiefst, met als bekendste vertegenwoordiger de Italiaan Matteo Ricci (1552-1610). Ricci arriveerde in 1583 in China en leerde daar Mandarijn (guanhua) spreken en schrijven. In 1601 kreeg hij toestemming om zich aan het Chinese hof in Beijing te vestigen. De jezuïeten maakten indruk aan het hof met technische innovaties als de mechanische klok en hun kennis van astronomie en geografie. Vooral de astronomische kennis was van grote waarde voor de Chinese keizers. Als Zoon van de Hemel diende de keizer de harmonie tussen hemel en aarde te bewaren en het correct voorspellen van natuurverschijnselen als zon- en maansverduisteringen was daarbij van groot belang. Matteo Ricci en andere jezuïeten slaagden erin om de positie van hofastronoom te bemachtigen, met als taak het samenstellen van een betrouwbare kalender.

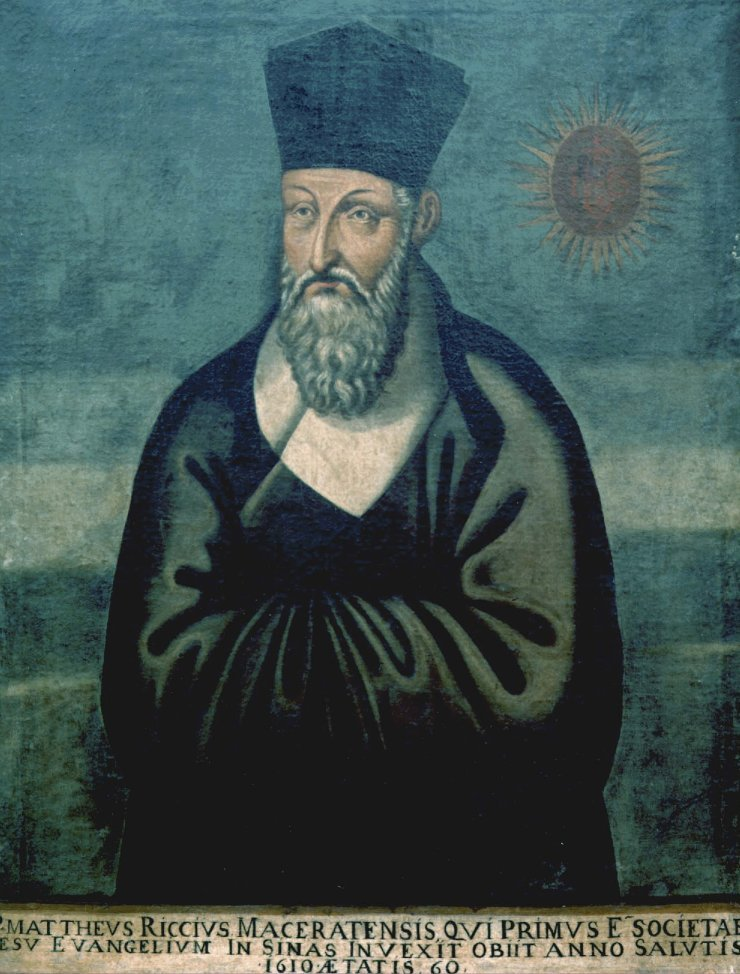
Matteo Ricci

De strategie van de jezuïeten was erop gericht om bekeerlingen te winnen onder de confuciaanse elite, in de hoop dat daarna het gewone volk zou volgen. Matteo Ricci presenteerde zich daarom als een classicistische literaat en probeerde in discussies met geleerden aan het hof aan te tonen dat het christelijk geloof verenigbaar was met de Chinese tradities en gewoontes. Hij deed hierbij echter ook concessies aan de grondslagen van de christelijke theologie. Zo beschouwde Matteo Ricci de Chinese voorouderverering als een seculiere herinneringscultus en niet als een onaanvaardbare polytheïstische afgodencultuur. De dominicanen en franciscanen beschuldigden de jezuïeten om deze reden van syncretisme (religievermenging) en brachten de zaak onder de aandacht van de paus in Rome. Deze heftige controverse, de zogenaamde Chinese ritenstrijd, eindigde met de verwerping van de Chinese rituelen door paus Clemens XI in 1704.
Matteo Ricci en zijn medebroeders slaagden erin om een aantal hoogwaardigheidsbekleders te bekeren, zoals Ricci's vriend Xu Guangqi (1562-1633). Xu hielp bij de vertaling van een groot aantal Europese werken in het Chinees en probeerde Europese landbouwtechnieken toe te passen. Maar de successen van de missie waren beperkt en het christendom bleef in China nog lang een marginale rol spelen. De betekenis van de komst van de jezuïeten was vooral dat voor de eerste maal een intellectuele discussie op hoog niveau tussen Europeanen en Chinezen plaatsvond.

## Kunst en materiële cultuur

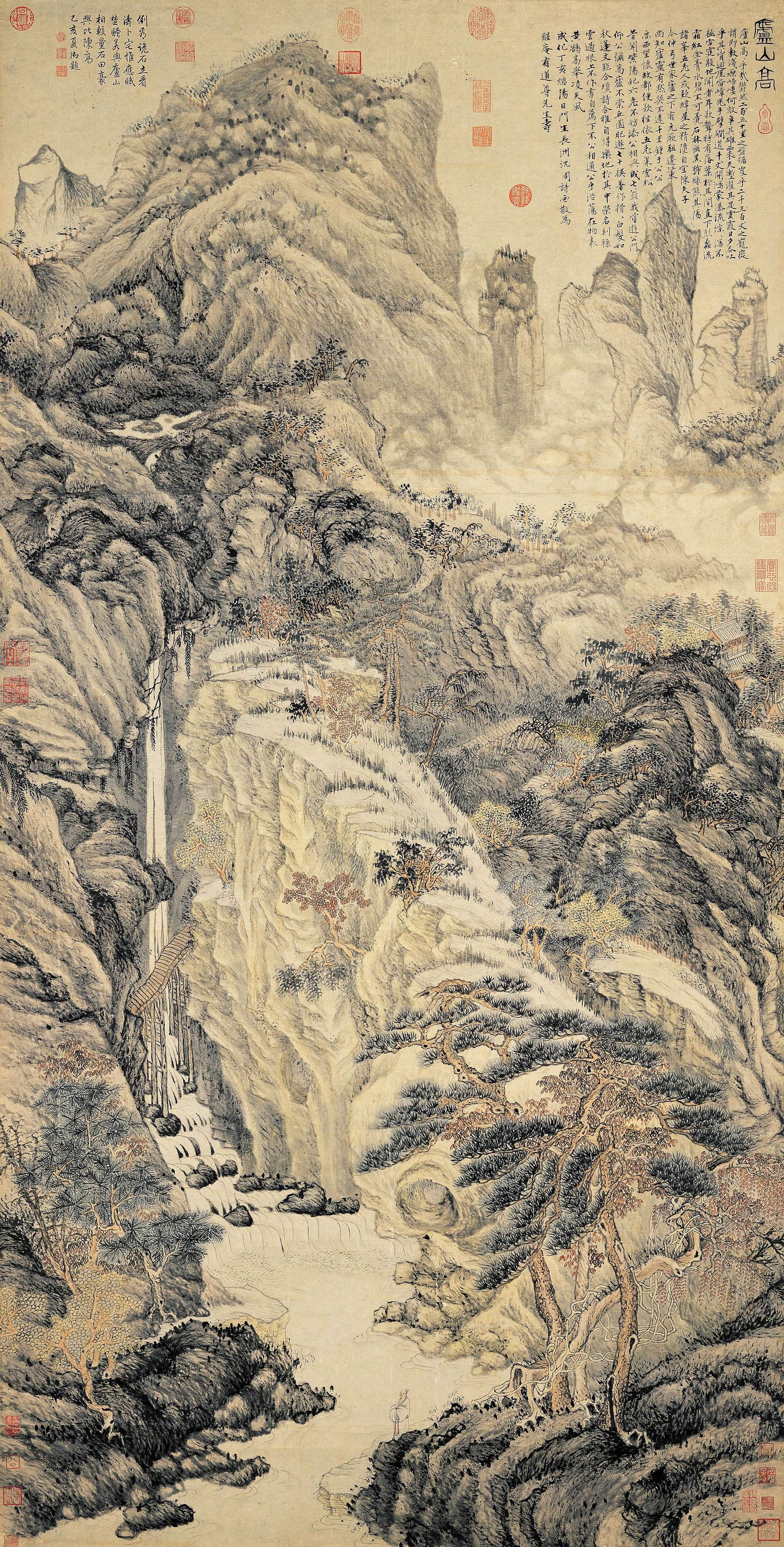
Berg Lushan, geschilderd door Shen Zhou, 1467

Artistieke ontwikkelingen in de Mingperiode werden niet zozeer gedreven door het conservatieve hof in Beijing, maar door de aspiraties van de geletterde elite. De welvarende literaten verzamelden als nooit tevoren kunstzinnige voorwerpen waarbij het etaleren van de juiste smaak het statusverhogende doel was. Dit uitte zich in de aanschaf van fijnzinnig gedecoreerde gebruiksvoorwerpen als porseleinen servies, lakwerken meubelen, zijden weefsels en dergelijke. Ambachtelijke kunstenaars speelden in op deze vraag en vervaardigden deze artikelen op grote schaal, zowel in opdracht als voor de vrije markt. De kunstvormen met de hoogste status waren echter de schilderkunst en de kalligrafie. Op deze gebieden waren de literaten zelf de belangrijkste producenten. Veel literaten waarvan de ambtelijke loopbaan was mislukt of beëindigd wijdden zich aan hun artistieke idealen. Hun creaties rouleerden binnen de elite in de vorm van giften aan vrienden en tegenprestaties voor bewezen diensten door weldoeners, aangezien directe verkoop aan de markt strijdig was met de normen en waarden van hun sociale klasse.

### Schilderkunst
De hoofse schilderkunst in Beijing borduurde voort op tradities die ontwikkeld waren tijdens de Song-dynastie. Bloemen, vogels en shan shui-landschappen in de stijl van Song-meesters als Ma Yuan (ca. 1160/1165 - 1225) en Xia Gui (actief tussen 1195 en 1224) waren de norm. Typerend voor deze stijl waren de sterke contrasten tussen licht en donker en tussen horizontale en verticale objecten in het landschap. Technische perfectie en conformisme waren aan het hof belangrijker dan individuele creativiteit. Een schilder die niet kon aarden binnen de benauwende conventies van het hof was Dai Jin (1388-1462). Hij keerde na een conflict met de toezichthouders terug naar zijn geboortestad Hangzhou waar hij de Zhe-school (zhe pai) oprichtte. Schilders van deze school waren beroepsschilders die de traditionele Song-thema’s op een vrijere manier vormgaven.
De Wu-school (wumen pai) bestond - in tegenstelling tot de professionele Zhe-school - uit ambteloze, schilderende literati die een contemplatieve en idyllische levenswijze nastreefden. Liefde voor de natuur en tuinen speelden een belangrijke rol in hun werk, evenals het uiting geven aan een persoonlijke stijl. Prominente vertegenwoordigers van deze school waren Shen Zhou (1427-1509) en Wen Zhengming (1470-1559). Voor deze kunstenaars was hun poëzie en kalligrafie minstens zo belangrijk als hun schilderkunst.
De schilder en kalligraaf Dong Qichang (1555-1636) verschafte een theoretisch kader aan het ideaal van de belangeloze literatikunst. Vrij van de dwang van het hof en financiële overwegingen konden de literati zich wijden aan het onderzoeken van de natuur met behulp van hun schilderkunst en het verwerven van nieuwe inzichten. Het onderscheid dat Dong maakte tussen de Noordelijke School (het hof) en de in zijn ogen superieure Zuidelijke School (de literati) bleef tot ver in de Qing-dynastie gangbaar binnen de Chinese artistieke ideeënwereld.

### Porselein

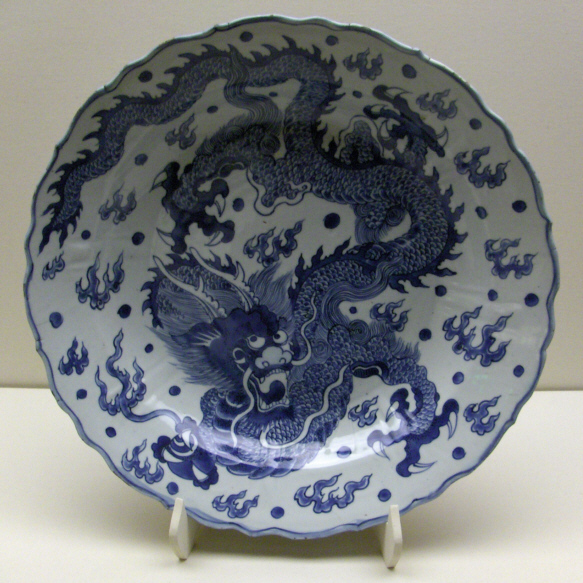
Chinese draak op blauw-witte porseleinen schaal

Tijdens de Ming-dynastie bereikte de fabricage van porselein een hoogtepunt, zowel in kwaliteit als in volume. Nog steeds worden wereldwijd hoge prijzen betaald voor porseleinen voorwerpen uit deze periode. Het centrum van de productie bevond zich in Jingdezhen in de provincie Jiangxi. Deze stad had goede verbindingen over water met de afzetmarkten en beschikte over grote hoeveelheden van de grondstof kaolien, ook wel chinaklei genoemd. Deze witte erts was zeer geschikt voor de productie van porselein. In Jingdezhen stond een grote fabriek die het keizerlijk hof voorzag van duizenden porseleinen gebruiks- en kunstvoorwerpen.
De belangrijkste innovatie was de perfectionering van het befaamde blauw-witte porselein in de vijftiende eeuw. Voor het blauwe element werd kobalt uit het Midden-Oosten gebruikt, ook een van de belangrijkste afzetmarkten voor de Chinese productie. Door het gebruik van verschillende kleuren kwamen de decoraties meer tot hun recht dan bij de monochrome voorwerpen uit eerdere periodes.
De productie van de porseleinindustrie in China steeg spectaculair, met een grote variatie in toepassingen en decoraties. Voor het keizerlijk hof waren deze decoraties onderworpen aan strikte conventies, maar op de binnenlandse en buitenlandse markt was er veel meer vrijheid. Het gebruikelijkst waren motieven van planten en dieren. Vaak hadden de decoraties een diepere symbolische betekenis. De echte kenners konden zich door het verwerven van de meest verfijnde en authentieke porseleinen voorwerpen onderscheiden van minder onderlegde consumenten. Vanaf de vijftiende eeuw werden porseleinen voorwerpen gemarkeerd met de karakters van de periodenaam van de heersende keizer. Dit maakte het mogelijk de objecten te dateren en in te spelen op de voorkeur van snobistische consumenten voor authentieke producten. Aan de andere kant vervaardigen de Chinezen ook massaal porseleinen vazen en schalen met motieven van tulpen tijdens de tulpenmanie in Nederland, om de buitenlandse afnemers tegemoet te komen.

## Economische ontwikkeling

### Monetaire aspecten

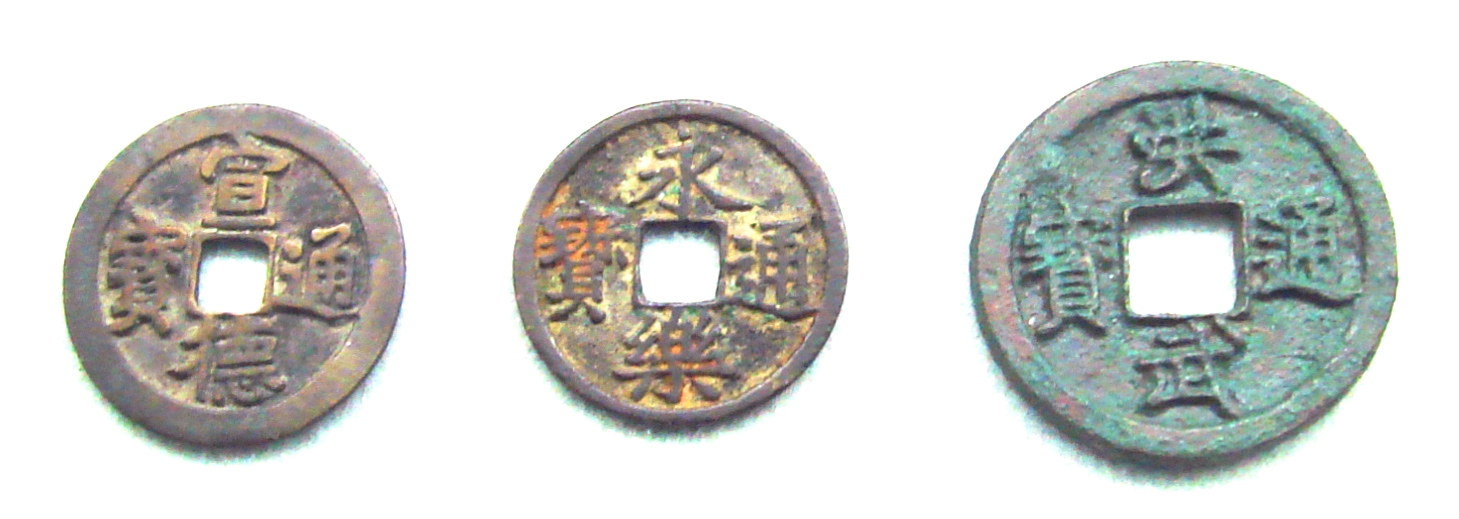
Koperen munten uit de Mingperiode

China gebruikte al sinds de periode van de Strijdende Staten in de Oudheid koperen munten als betaalmiddel. Deze munten hadden een gat in het midden en werden met behulp van koorden tot duizend stuks bijeengebonden. Het kopergeld voldeed voor het alledaagse gebruik, maar voor grotere transacties waren de goedkope munten nauwelijks bruikbaar. Om dit probleem op te lossen introduceerde China tijdens de Song-dynastie als eerste land ter wereld het papiergeld. De Yuan-dynastie wist de monetaire stabiliteit van het papiergeld gedurende vrijwel de gehele periode van die dynastie te handhaven. De Yuan gaf alleen papiergeld uit dat ook werkelijk gedekt werd door een combinatie van reserves in zilver en graan. Tijdens de Ming-dynastie werd de actuele waarde van zilver veel sterker bepaald werd door schommelingen op de internationale markt voor zilver die gekoppeld was aan internationale handelsbetrekkingen. In combinatie met de verminderde graanreserves betekende dit, dat eind vijftiende eeuw papiergeld nauwelijks nog wat waard was.
Zilver was de vervanger van het papiergeld voor grotere transacties. Het zilver werd niet gemunt zoals in het westen, maar werd in staafjes van 37 gram (= 1 tael of liang) gegoten. Feitelijk kwam dit neer op de privatisering van het betaalmiddel van het land. De behoefte aan zilver in China steeg sterk in de zestiende eeuw onder invloed van de economische groei en de ontwikkeling van de markteconomie.
China bezat zelf weinig zilver, maar Japan en de Spaanse koloniën in Amerika beschikten daarentegen over een overvloed van het edelmetaal. De grote vraag naar zilver in China werkte als een magneet op de internationale handel. Het was zeer winstgevend voor Japanners en Spanjaarden om hun relatief goedkope zilver naar China te exporteren en daar te ruilen voor veelgevraagde Chinese producten als zijde en porselein. In 1575 was de waardeverhouding tussen goud en zilver in China 1:4, echter in Japan was deze verhouding 1:10. De schaarste aan zilver in China maakte het land echter ook kwetsbaar voor verstoringen in de aanvoer.

### Landbouw

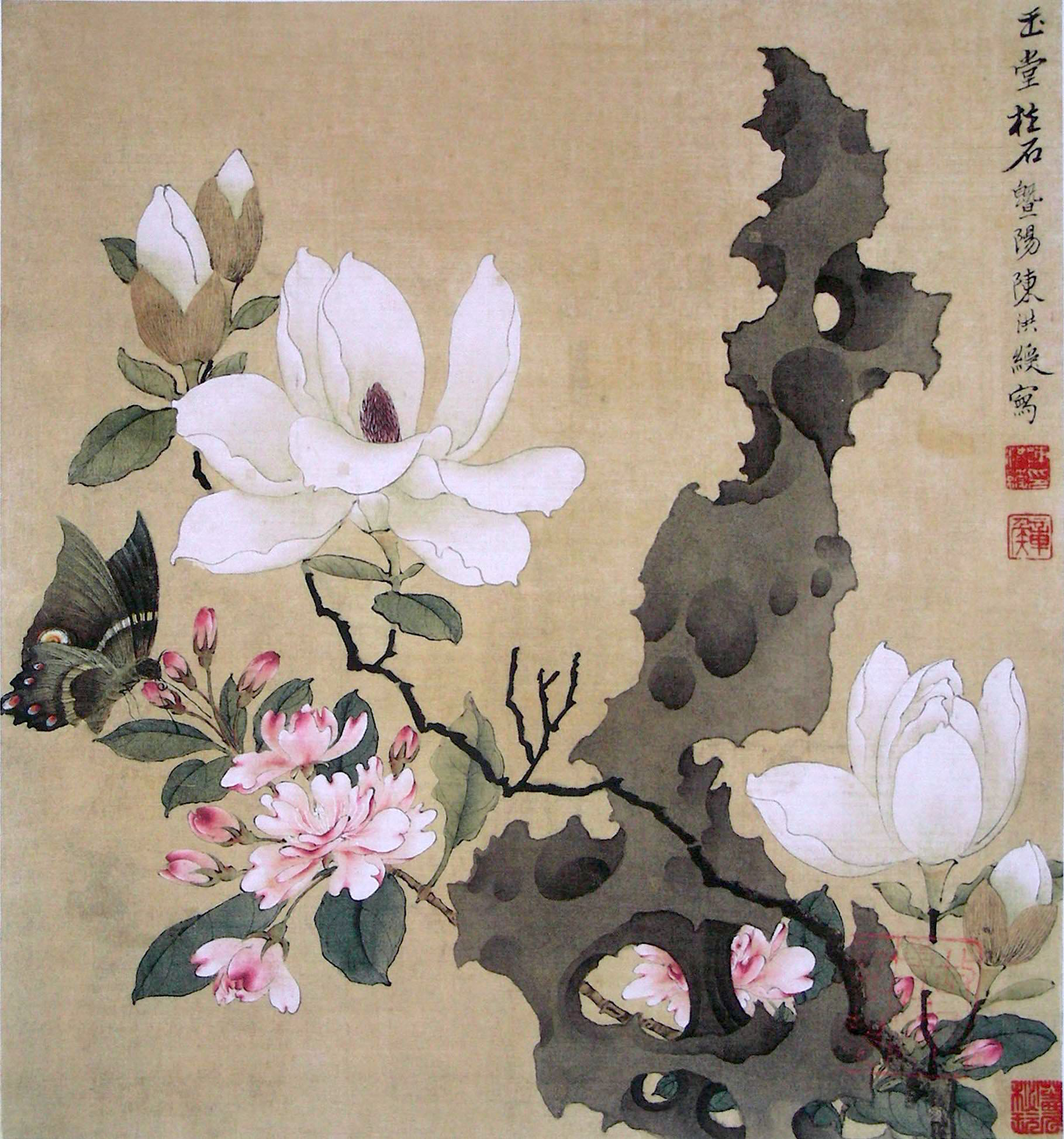
Bloemen en vlinder door Chen Hongshou

Na de ontwrichtingen van de veertiende eeuw kon het platteland zich herstellen door de stabiliteit en rust die het Mingbewind bracht. In het zwaar getroffen noorden van China werden militaire landbouwkolonies gesticht om het gebied te beschermen en braakliggende grond opnieuw in bedrijf te nemen. Door de groeiende landbouwproductie konden overschotten op de markt worden verhandeld. Ook werden nieuwe gewassen geïntroduceerd. Door de Europeanen meegebrachte Amerikaanse planten als maïs en aardappelen hadden als voordeel dat ze konden worden verbouwd op grond die daarvoor niet benut kon worden voor productieve doeleinden. Dat gold ook voor de uit India afkomstige katoen. Het verbouwen hiervan nam vooral toe in het gebied van de benedenloop van de Yangzi en was daar de basis voor een bloeiende en omvangrijke handwerksindustrie. Textiel van katoen was minder duur dan van zijde en comfortabeler om te dragen dan hennep. Het werd de favoriete kleding voor de massa.
De Hongwu-keizer had als ideaalbeeld een land van zelfvoorzienende landbouwgemeenschappen voor ogen. Deze dienden het regime te ondersteunen met corveediensten en belastingen in natura. De bevolking werd geregistreerd in beroepsgroepen die men niet mocht verlaten. Iedere familie werd ingedeeld in een groep die collectief verantwoordelijk was voor het vervullen van de verplichtingen aan de staat (het zogenaamde lijia-systeem). Door de groei van de markteconomie raakte dit starre systeem echter steeds meer in onbruik. Het was efficiënter en goedkoper om belastingen in zilver te heffen en daarmee de benodigde goederen en diensten in te kopen. De bevoorrading van de noordelijke hoofdstad Beijing over het Grote Kanaal kon bijvoorbeeld gemakkelijker worden georganiseerd door de private sector dan door de staat zelf. Het omzetten van de corveediensten en belastingen in natura naar betalingen in zilver was een langdurig proces dat pas eind zestiende eeuw via de Eén Zweep Hervormingen landelijk werd doorgevoerd. Deze belastinghervorming dwong de boeren ook om voor de markt te produceren omdat ze anders geen middelen hadden om aan hun belastingverplichtingen in zilver te voldoen.
Tegelijkertijd leidde de vrije verhandelbaarheid van grond tot een toename van het grootgrondbezit. De grootgrondbezitters leidden doorgaans een luxueus bestaan in de stad. Door hun connecties binnen het ambtenarenapparaat slaagden zij er meestal in zich te onttrekken aan hun belastingverplichtingen. De gewone boerenstand had daarentegen te maken met een onevenredig grote belastingdruk. Het probleem met de belastinginning werd nog verergerd doordat het Mingbewind handel en nijverheid in dit opzicht grotendeels negeerde. Het einde van de zestiende eeuw was in veel opzichten voor China een periode van economische bloei, alleen kampten zowel de staat als de boerenstand met een chronisch geldtekort. Op het platteland leidde dit tot groeiende onrust en een toename van het aantal opstanden.

### Handel en nijverheid

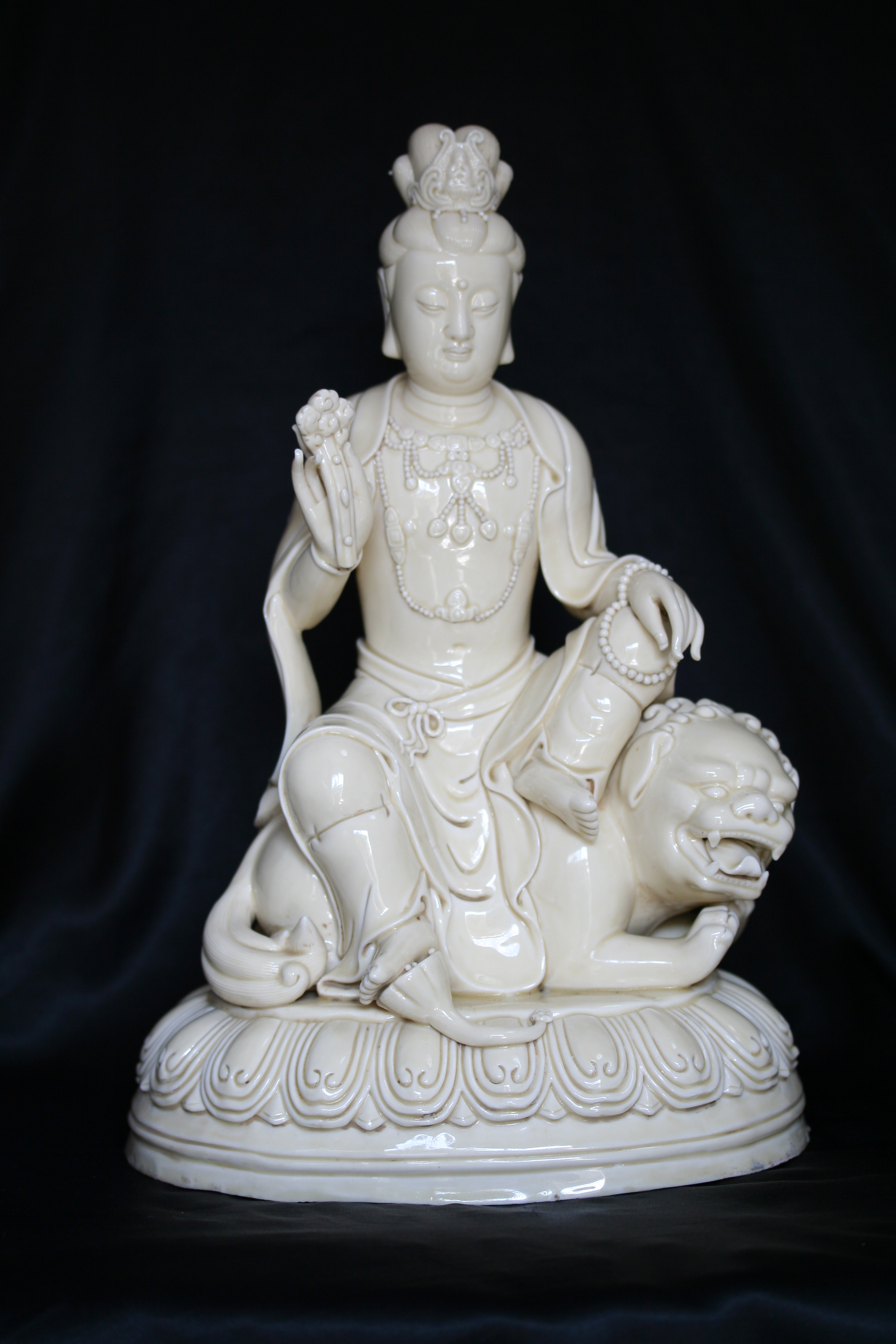
Porseleinen Bodhisattva door He Chaozong

De agrarische overschotten, de groei van de bevolking, de welvaart van de stedelijke bevolking en de levendige handel over het Grote Kanaal en de belangrijke rivieren zorgden in de zestiende eeuw voor een commerciële revolutie in China. Handelaren en financiers opereerden op een grotere schaal en over grotere afstanden dan voorheen. Tot investeringen in arbeidsbesparende technieken leidde de grotere commercialisering echter niet. De lonen in het dichtbevolkte land waren dermate laag dat dit niet lonend was. Wel is er sprake van een steeds verder gaande specialisatie.
Het gebied van de benedenloop van de Yangzi vormde het economische hart van het rijk. In dit gebied lagen de belangrijkste steden van het land. Opvallend genoeg was Suzhou met een miljoen inwoners de grootste stad van het land, groter dan de hoofdsteden Beijing en Nanjing. Belangrijke takken van nijverheid in het gebied waren de textielindustrie (katoen en zijde), porselein, de productie van gietijzeren wokken en de vervaardiging van papier.
De binnenlandse handel nam sterk toe in de zestiende eeuw, waarbij het transport over water (de rivieren en het Grote Kanaal) het grootste volume voor zijn rekening nam. Met het onderhouden van de wegen en kanalen en het vervoer zelf verdienden grote groepen arbeiders de kost. Belangrijke handelswaren waren zijde, katoen, thee, rijst en porselein.

## Bevolking

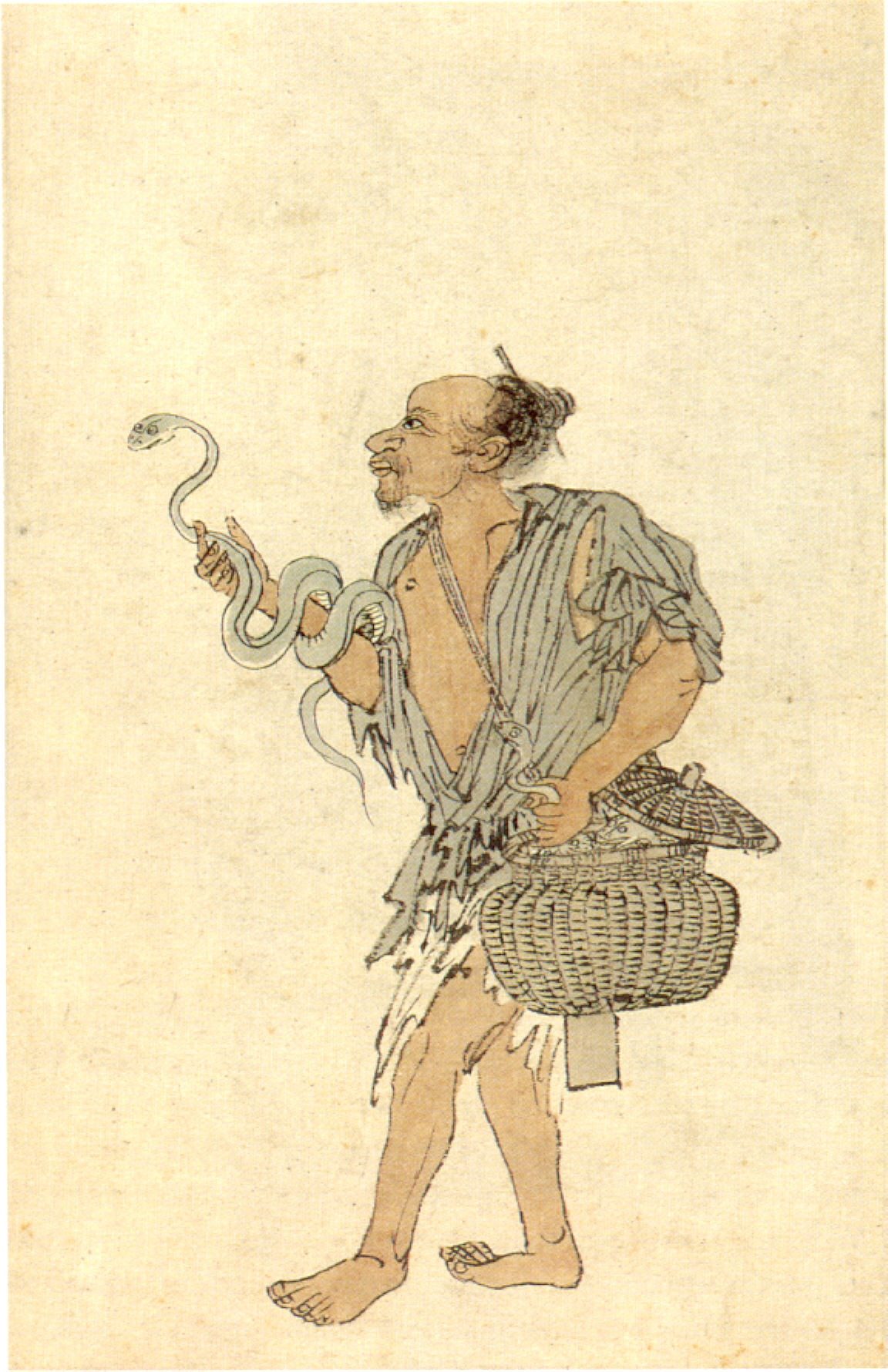
De ongelukkigen, door Zhou Chen (1460-1535)

Historici verschillen behoorlijk van mening over de bevolkingsgrootte in het Mingtijdperk. Hongwu liet grootschalige volkstellingen houden waarbij in 1493 een totaal van 60.545.812 onderdanen werd gerapporteerd. Dit aantal wordt redelijk betrouwbaar geacht, maar latere volkstellingen gedurende de Ming-dynastie zijn dat zeker niet. In 1602 zou de bevolking volgens de officiële cijfers nog steeds rond de zestig miljoen schommelen.  Er werden onwaarschijnlijk lage aantallen vrouwen en kinderen gerapporteerd. Hogere bevolkingsaantallen betekenden namelijk een verhoging van de af te dragen belastingen, een situatie die zowel de lokale magistraten als de belastingbetalers zelf trachtten te vermijden. Demografisch onderzoek op plaatselijk niveau laat echter een forse bevolkingsgroei zien, maar hoe groot de stijging was is omstreden.
De meeste historici gaan uit van een bevolking van tussen 150 en 200 miljoen in de late Mingperiode. Dat aantal past bij een redelijk gelijkmatige groei van de bevolking naar de 303 miljoen van de census van 1794. Er is echter ook een groep historici die de bevolking op 250 miljoen of hoger inschatten.
De Chinese bevolking had in de Mingperiode regelmatig te kampen met rampspoed in de vorm van epidemieën, misoogsten en natuurrampen. Een bijzonder grote ramp was de aardbeving in Shaanxi van 1556, die naar schatting 830.000 mensen het leven kostte.

## Einde van de Ming

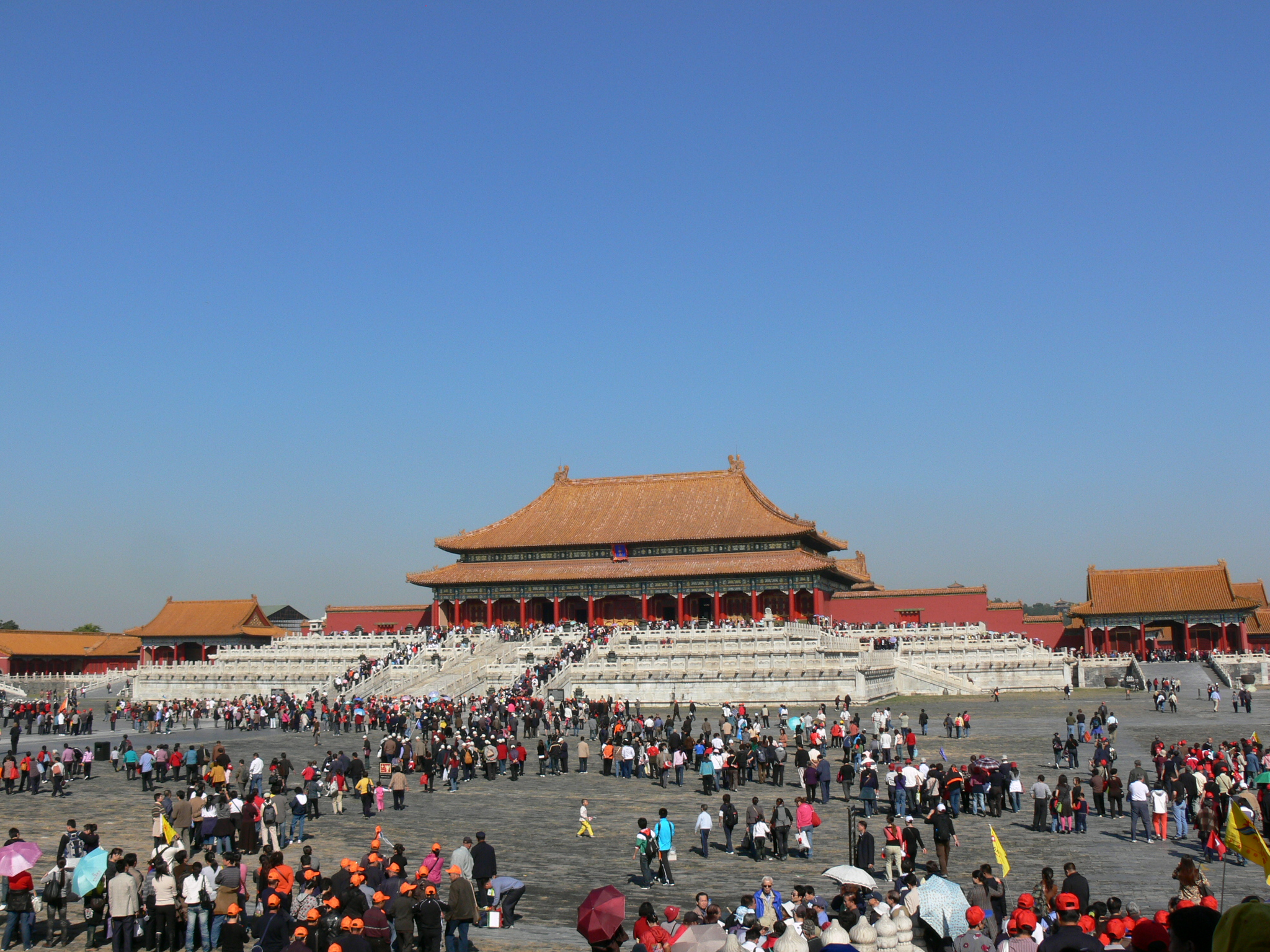
De laatste Mingkeizer, Chongzhen, verhing zichzelf in 1644 in de Verboden Stad

In de zeventiende eeuw komt de Ming-dynastie ten val, na bijna drie eeuwen over China te hebben geregeerd. In de ogen van de confuciaanse literaten was dit een gevolg van het morele en sociale verval van het rijk, waardoor de dynastie het Hemels Mandaat verloor. Moderne historici leggen meer de nadruk op het min of meer toevallig samenvallen van een combinatie van politieke, militaire, fiscale, economische en sociale problemen.

### Politieke problemen
Tijdens de lange regeringsperiode van de Wanli-keizer tussen 1572 en 1620 begint het verval van de Ming-dynastie. Na een conflict met de literaat-bestuurders over de erfopvolging trok Wanli zich terug in de binnenste vertrekken van de Verboden Stad. Hij vermeed elk contact met het bestuurlijke apparaat. Hij weigerde staatsdocumenten te lezen en vacatures voor belangrijke bestuursfuncties bleven jarenlang openstaan. In deze periode nam de macht van de hofeunuchen van het keizerlijk paleis sterk toe. Corruptie en afpersing door de eunuchen waren aan de orde van de dag. Het meest opvallende voorbeeld van machtsmisbruik door eunuchen was Wei Zhongxian (1568-1627), die in de jaren 1620 het hof in zijn greep hield. Wei organiseerde een regelrechte terreurcampagne tegen zijn critici totdat hij in 1627 uiteindelijk zelf werd geëlimineerd door de laatste keizer van de Ming-dynastie, Chongzhen (1611-1644). Chongzhen was een van de bekwaamste heersers van de dynastie, maar zag zich geconfronteerd met enorme problemen.

### Economische crisis en rebellie
De kostbare oorlogen tegen de Mantsjoes aan de noordoostgrens van het rijk putten de schatkist steeds verder uit. Het Mingregime zag zich genoodzaakt om de belastingen steeds verder te verhogen, maatregelen die vooral de boerenstand troffen. De boeren raakten verder in de problemen door de haperingen in de toevoer van zilver vanuit Japan en het Spaanse rijk. Het schaarse zilver werd opgepot en steeg sterk in waarde ten opzichte van koper. Voor de boeren was dit rampzalig: hun belastingverplichtingen moesten in zilver worden voldaan, terwijl ze voor hun werk en landbouwproductie in koper werden betaald.
Het verslechterende klimaat onder invloed van de Kleine IJstijd leidde bovendien in de jaren 1636-1643 tot een reeks van misoogsten, met als gevolg hongersnood en epidemieën. Rebellie en muiterij waren gedurende het Mingtijdperk regelmatig terugkerende fenomenen geweest, maar nu kwamen grote delen van het land in opstand. Rebellenleiders als Zhang Xianzhong (1606-1647) en Li Zicheng (1606-1645) controleerden aan het eind van de jaren 1630 de provincies Shanxi, Henan en Hubei. In 1644 trok Li Zicheng met honderdduizenden strijders naar Beijing en nam de hoofdstad in april zonder veel moeite in. De wanhopige Chongzhen doodde zijn vrouwen en verhing zichzelf op een heuvel van de Verboden Stad. Li's troepen plunderden de stad dagenlang en Li riep zichzelf uit tot de eerste keizer van een nieuwe dynastie.

### Inval van de Mantsjoes
De oorlog tegen de Mantsjoes aan de noordgrens duurde al tientallen jaren. Verschillende bekwame Minggeneraals waren erin geslaagd om de Grote Muur te verdedigen tegen de aanvallen. Na de val van Beijing in 1644 trok generaal Wu Sangui (1612-1678) met zijn leger naar de hoofdstad om de rebellen te verdrijven. De Mantsjoes maakten van de gelegenheid gebruik om de Grote Muur bij Shanhaiguan aan de Golf van Bohai te passeren. Wu Sangui zat daardoor tussen twee vuren en besloot over te lopen naar de Mantsjoes. Gezamenlijk verdreven Mingtroepen en de noordelijke invallers Li Zicheng uit Beijing. De Mantsjoes, geleid door de regent Dorgon (1612-1650), vestigden een nieuwe dynastie, de Qing. Deze zou China tot 1911 regeren.
Het pacificeren van China duurde echter nog tientallen jaren. De laatste Mingpretendent werd in 1662 in Yunnan verslagen en gedood. De Mingloyalist Zheng Chenggong (1624-1662), beter bekend als Koxinga, verdreef in 1662 de Nederlanders van Formosa (Taiwan) en vestigde op het eiland een bolwerk. Pas in 1683 wisten de Qingtroepen ook deze verzetshaard op te ruimen.

## Lijst van keizers
De zestien keizers in de Ming-dynastie waren allemaal leden van de familie Zhu (朱).  Zij worden doorgaans niet aangeduid met hun familienaam, maar met de door hen gekozen periodenaam. Dat laatste was een nieuwigheid van de Ming-dynastie. Hongwu stelde de regel in dat een keizer maar één periodenaam diende te hebben. Voor de Ming gebruikten Chinese keizers doorgaans meerdere periodenamen tijdens hun regeerperiode. Een belangrijke gebeurtenis was vaak aanleiding voor het benoemen van een nieuwe periode. Eerdere keizers worden daarom aangeduid met de aan hen verleende postume titel. Een voorbeeld van zo'n postume titel is Taizu ('Grote Voorvader') die steeds werd toegekend aan de stichter van een nieuwe dynastie.
| Regeringsperiode | Periodenaam | Persoonlijke naam | Postume titel |
| ---------------- | ----------- | ----------------- | ------------- |
| 1368-1398        | Hongwu      | Zhu Yuanzhang     | Taizu         |
| 1398-1402        | Jianwen     | Zhu Yunwen        | Huidi         |
| 1402-1424        | Yongle      | Zhu Di            | Chengzu       |
| 1424-1425        | Hongxi      | Zhu Gaozhi        | Renzong       |
| 1425-1435        | Xuande      | Zhu Zhanji        | Xuanzong      |
| 1435-1449        | Zhengtong   | Zhu Qizhen        | Yingzong      |
| 1449-1457        | Jingtai     | Zhu Qiyu          | Jingdi        |
| 1457-1464        | Tianshun    | Zhu Qizhen        | Yingzong      |
| 1464-1487        | Chenghua    | Zhu Jianshen      | Xianzong      |
| 1487-1505        | Hongzhi     | Zhu Youtang       | Xiaozong      |
| 1505-1521        | Zhengde     | Zhu Houzhao       | Wuzong        |
| 1521-1566        | Jiajing     | Zhu Houcong       | Shizong       |
| 1566-1572        | Longqing    | Zhu Zaihou        | Muzong        |
| 1572-1620        | Wanli       | Zhu Yijun         | Shenzong      |
| 1620-1620        | Taichang    | Zhu Changluo      | Guangzong     |
| 1620-1627        | Tianqi      | Zhu Youjiao       | Xizong        |
| 1627-1644        | Chongzhen   | Zhu Youjian       | Zhuanliedi    |